# ヘタリア
『ヘタリア』（アルファベット表記：Hetalia、もしくはHETALIA）は、日丸屋秀和による国擬人化歴史コメディ漫画、およびそれを原作とするメディアミックス作品群の総称。

## 概要
ヘタリアは元々作者の個人サイトに掲載されたウェブ同人漫画であり、その後商業漫画として書籍化され大ヒットし、メディアミックスが展開された。作者の個人サイト『キタユメ。』（2019年公開終了）で公開されたWebマンガ『Axis Powers ヘタリア』（アクシスパワーズヘタリア、英字表記：Axis Powers HETALIA）が始まりである。『キタユメ。』では2006年7月6日から掲載開始。それ以外では、コミックバーズの2010年8月号と2011年11月〜2013年8月号 に連載され（単行本5・6巻に収録）、2014年9月からは集英社のウェブサイト『少年ジャンプ+』で現代をおもな時代背景にした『ヘタリア World☆stars』が連載されている。毎週月曜日と金曜日に更新。2018年4月20日の368話にて連載をしばし休載することが発表された。しかし2020年10月25日のTwitterにて、連載の再開準備をしていることが発表された。2021年4月1日より『少年ジャンプ+』にて連載が再開された。2024年2月8日より新シリーズ『ヘタリア World⭐︎Stars Gangsta』が開始された。
本作品は、世界史をモチーフの主軸とし、世界のさまざまな国の歴史、人種、民族、風俗、気風、風土、イメージなどを人型に模したキャラクターたちが織り成す、国擬人化歴史コメディである。タイトルは、英語の「Axis Powers（枢軸国）」と、ネット上の造語「ヘタリア」を組み合わせたものである。「ヘタリア」という語自体は、2ちゃんねるの軍事板で第二次世界大戦におけるイタリア軍の惰弱さを評して「へたれなイタリア」の意で用いられたのを発祥とする。
主人公イタリアとドイツなどの枢軸国を中心に、キャラクター（国）が戦争したり友人になったりする様子、彼らを取り巻く関係（国際関係）を、史実とエスニックジョークを交えて描くドタバタコメディ である。モチーフは世界史だけでなく、時事ネタやキャラクターのオリジナルエピソードも多く含まれる。エピソードには、2ちゃんねるの軍事板などを参考にしたものも含まれている。近代史、特に第二次世界大戦を中心に扱っており、「国家間の歴史問題（歴史認識）を、ヤオイ的な感覚を含む人間関係として描写することで、国際関係をユーモラスに風刺する」という作品である。メディアにも多く登場してさまざまな意見・議論を巻き起こし、いまだに論争の続く時代を中心に扱っていることもあり、「国家を擬人化して戦争を描写することの危険性」が指摘されることもあった。一方では歴史教材として有用という意見もあり、2015年には、日本財団が主催する「これも学習マンガだ!〜世界発見プロジェクト〜」の100冊のマンガに選ばれた。
作者の個人サイトは随時更新されるため、現在では確認できないデータも数多くある。時系列に沿って話が進むわけではなく、書籍では章ごとに時代が変わったり、場所やキャラクター（国）の相関関係が変わったりするため、この点がやや読みにくいという意見もある。
作者の日丸屋秀和がニューヨークの学校でデザインを学ぶ際、さまざまな民族・人種の面白さを知り、調べているうちにエスニックジョーク系のサイトを見つけ、この作品の元が出来上がったのだという。朝日新聞の松尾慈子は、「国民性の表れ方が的確で、笑いのつぼをつく。（中略）各国の性格がよく現れているのは、人種のるつぼといわれるニューヨークで暮らす作者の体験が生きているのだろう」と評している。
女性向けパロディ同人誌のジャンルとして、国内で2009年から2010年に爆発的な人気となり、男性向けジャンルとしてブレイクした東方Projectとともに、同人誌ファンの平均年齢を大きく引き下げた。

## 作中用語・設定

### 国
各国を擬人化した存在。
「国」として登場する者達は、作中世界の人々(人間)からは「不死・不老長寿」の存在、「不思議な人たち」 として認識されており、若者の姿のまま数百〜数千年前ほどに渡って存在し続けている。飼っているペットも彼らの「時間軸」に同調して長生きになっている。
基本的に子供(幼児)の姿で生まれ、国の発展と比例するように共に大人の姿に成長していく。アメリカのように短期間で急成長することもあれば、地域の統一が遅れたイタリアや構成領邦の分裂が激しかった神聖ローマは長らく子供のままであった。
国が滅亡すれば死を迎える(世界からいなくなる)ようだが、地方になって生き延びたり、プロイセンのように生きている者もいる。

### 地方
日本の都道府県、アメリカやドイツの州、イギリスのカントリー、中国の省など「地方」も存在しており、時代によって国であった者が地方になったり、逆に地方であった者が国になったりすることもある。
それ以外にも、騎士団や国際連合、新聞社などの団体の擬人化も存在している。

#### 孫・親子・兄弟
作中では大国とその後継国家の関係を子供や孫と表現することがあり、イタリアはローマ帝国の孫とされ、ギリシャやエジプトはそれぞれ古代ギリシャと古代エジプトの息子である。
また、ベネルクス三国やドイツ諸邦など歴史的・民族的関係が深い国同士は兄弟と表現されることもある。ただ、イギリスとアメリカ、スイスとリヒテンシュタインなど後天的に兄弟を自称することも可能なようである。

#### 上司
国たちが、時の国王や皇帝、王族、軍人、政治家など、国や政府の指導者・為政者を総称して使う言葉。
国たちは基本的には上司に従って行動している模様。

#### 結婚
国同士で同盟を結び、連合国家となること。
作中では男性国家同士でも使用される。

#### 風邪をひく
経済恐慌や不景気に見舞われること。世界が一体化した20世紀以降は、大国が風邪をひくと世界中に撒き散らされることが常である。

#### ねこたりあ
「もしも国家達が猫だったら」という設定の作品群。

#### もちたりあ
ヘタリアに登場する、もちのような生き物たちのこと。

## 登場人物
声優は、商業版ドラマCD・アニメ共通のもの。

### 主要国
枢軸国および連合国の中心である列強の8か国。

#### 枢軸国
枢軸国の主要国家。
 イタリア（イタリア＝ヴェネチアーノ）
声 - 浪川大輔、演 - 長江崚行
誕生日 - 1861年3月17日（イタリア統一） / 身長 - 173cm
本作の主人公。本名はイタリア＝ヴェネチアーノで、「北イタリア」の擬人化。本作品では特に指定がない限り「イタリア」という名称は彼を意味する。
本人から見て左にあるぜんまい形のアホ毛（通称くるん）が特徴的。基本的に目を閉じており、普段は開けることはないが、開けることはできる。
気候風土や、絵画・音楽・料理・商業などの才覚には恵まれているが、どの時代でも軍事面で士気と能力が極端に低く、進軍より退却の方がずっとずっと早い。戦闘アイテムはいつだって白旗。
パスタとピッツァが大好きな美食家。臆病だが人懐こい性格で、美女(ベッラ)に目がなく、気がついたらナンパしていることが多い。
作中で中国との絡みがあまりなく名前も互いに呼んでいなかったが、『World☆stars』2巻第31話で初めて中国との絡みが描かれた。
目がほとんど糸目だが、稀に目が開く（開眼）することがある。
 ちびたりあ
声 - 金田アキ
幼少期のイタリア。
生まれたての頃はローマ帝国でいろんな国と一緒に暮らしていたが、550年頃に祖父であるローマ帝国に連れて行かれて他の国達とは別々に暮らすことになった。
ローマ帝国がいなくなってからは、また皆のところに戻り神聖ローマ達としばらく一緒に生活していた。イタリア戦争後はオーストリアの所有となり、彼の家で暮らしている。オーストリアや神聖ローマなどに女児と勘違いされていたためメイド服を着させられており、この勘違いは声変わりがくるまで解けなかった。
イタリア猫
声 - 浪川大輔（4期、6期）
ねこたりあに登場する猫のイタリア。毛並みの色は茶色だが、6期では白に変更されている。イタリアと同じく目を閉じており、くるんがある。
イタリア娘
声 - 前田玲奈
女性版イタリア。髪型はポニーテール。男性版のイタリアと違って気が強い。単行本では4巻、アニメでは5期のえくすとらでぃすくに登場。エストニアの夢の中に登場した際はエストニアから「超強そう」と評されていた。
 ドイツ
声 - 安元洋貴、演 - 近江陽一郎→上田悠介
誕生日 - 不明 / 身長 - 180cm
ドイツ地方の各国がプロイセンを中心に合同して生まれた国。プロイセン達旧ドイツ諸邦の弟分にあたる。
性格は頑固で謹厳実直で、規律とマニュアルにとことん従う気質。一人称は「俺」。周囲の国、特にイタリアにいつも振り回され苦労が絶えない。ビールとじゃがいもと「ヴルスト」というソーセージをこよなく愛す。愛犬家で「アスター」「ブラッキー」「ベルリッツ」という3匹の犬を飼育している。
規律や秩序はとにかく守るが、少々マニュアルに頼り切ってしまうところがあり、何かあると本やナビを過度に信用し酷い目にあう。
一時的にオーストリアと同居し、ストレスを抱え込む羽目になる。またイタリアが昔トルコに勝利したことを知った際にはショックを受けていた。
なお主要国の中では6巻時点までで唯一はっきりとした過去の姿 が描かれていないキャラクターであった が、6巻の『俺様偉人伝』冒頭・『World☆stars』1巻7話でその誕生の経緯が語られた（ここで初めて幼少期イラストが描かれた）。
学園ヘタリアではメガネをかけている。『学園ヘタリアportable』でもかけているが、私服、正装時は外している。
ドイツ猫
声 - 安元洋貴（4期、6期）
ねこたりあに登場する猫のドイツ。毛並みの色は群青色で、ドイツの国旗の模様のスカーフを身につけている。彼の家では一定時間に休息を取っていないと法律で罰せられる。
ドイツ娘
声 - 財城里佳
女性版ドイツ。ベリーショートヘア。一人称は「私」。二人称は「お前」。男性版ドイツと同じく苦労人。アニメでは5期のえくすとらでぃすくに登場。単行本には登場しない。
 日本
声 - 高橋広樹（幼少期 - 岩村愛子〈1期第16話〉）、演 - 植田圭輔
誕生日 - 2月11日 / 身長 - 165cm(アニメ版 163cm)
外見は童顔で細身の青年。髪の色は黒。アニメでは5期以降キャラクターデザインが変更になったことに伴い、前髪や眼の色が少し変化している。一人称は「私」。誰に対しても二人称では「さん」付けで呼ぶが、イタリア兄弟やプロイセンに対しては「くん」付け。敬語口調で話す。
年齢は不明だが、本人曰く「年寄り」「爺さん」。欧米の国から若者と間違えられることも多いが、メインキャラの中では中国の次に年長者であるような描写がされている。幼少のころに竹林で今より若いころの中国と出会った。初対面時には「日の落ちる国の中国さん」と呼び、中国を怒らせた。
普段着は和服で登場することが多い。下着は褌を穿いている。竹刀袋に入っている日本刀を武器に持つ。
島国で独自の歴史を歩んできたためか考え方が少し独特。仲間に対しては何よりも大切にするし情には厚い。古くて伝統的なものも、新しくて流行しているものも好む。
お人好しで控え目、慎ましやかで意見をはっきり言えない性格であるため周囲に振り回されがち。作中ではツッコミを担当することが多いが、本人もややズレている。
飼っているかは不明だが、「たま」という猫 へ餌をやるシーンがある。また、「ぽちくん」（声 - 金田アキ）という犬を飼っており、いつから一緒にいるのかは不明だが、少なくとも江戸時代からは一緒にいる模様。
日本猫
声 - 高橋広樹（4期、6期）
ねこたりあに登場する猫の日本。毛並みの色は黒だが、顔下半分と手足の先端は白。6期では眼の色が変化している。普段は鳴かない。飼い主の日本からマグロの刺身を用意されていたときは「ウマイ ウマイナー」と喋り、日本を驚愕させた。アニメ4期ではたまに裏声が出るときがある。
日本娘
声 - 後藤麻衣
女性版日本。ボブヘアに桜の髪飾りをつけており、ピンク色の着物を着て紫色の袴を履いている。単行本では4巻、アニメでは5期のえくすとらでぃすくに登場。エストニアの夢の中ではエストニアのことを様付けで呼んでいた。

#### 連合国
連合国の主要国家。現国際連合の常任理事国でもある。
 アメリカ
声 - 小西克幸、演 - 磯貝龍虎
誕生日 - 1776年7月4日 / 身長 - 177cm
豊富な資源に恵まれた広大な土地であったこともあり、極短期間で急成長したとても若い国。自称「世界のヒーロー」。明朗快活でゴーイングマイウェイな性格で、分け目から飛び出している三日月形のアホ毛はナンタケット、眼鏡はテキサスを表している。金髪碧眼。一人称は「俺」。二人称は「君」。容姿はイギリスと髪の毛の辺りが似ていて（イギリス談）、眉毛の辺りがフランスと似ている（フランス談）。しかし、一番似ていたのはフィンランドだった。だが、成長するに連れフィンランドのような可愛らしさは消えていった。
趣味は考古学と早撃ち。それから映画撮影も好き。ハンバーガーやアイスクリームなどジャンクフードや菓子類が大好物で、元義兄であるイギリス譲りの味音痴だが、イギリスの料理はまずいと思っている。ジャンクフードの食べすぎなせいか見かけに反して体重は多めで、ダイエットするための努力には余念がないが食生活を変えるつもりはない。しかし、その体重の半分が筋肉だということに本人は気付いていない。日本食は美味しくて太りにくいので気に入っている。
非常に力持ちで、片手でイギリスの車を引きずっていたほど（3期第7話）。イギリスの妖精を馬鹿にしているが、本人も宇宙人トニー（声 - 折笠愛）と友達だったり、UFOが突っ込んできたりするほどの元兄に負けず劣らずな不思議国家。ちなみにイギリスも同じように彼を馬鹿にしていた。
家の倉庫には古いスーツや手製のおもちゃの兵隊など、イギリスとの思い出の品物がしまわれているようで、なかなか掃除ができないでいる。
 ちびめりか
声 - 岩村愛子（アニメ） / 清水涼子（ドラマCD）
アニメでは1期17話初登場。新大陸の子。フィンランドが一番最初に発見し、フランスやイギリスなどの国々が養育権を争い、イギリスが弟にして、彼から可愛がられていた。この頃は眼鏡をかけていない。
まだ移民が少なかった頃は人と会う機会が少なかったためか、人間の友達より動物の友達が多かった。小柄ながら牛を振り回す怪力持ちで、「こいつは実は一人でもやっていけるのでは」とイギリスに思われたほど。生まれたばかりでまだ「おいしい」や「おいしくない」が理解できなかったアメリカは、イギリスの手料理の味を美味しいものだと認識する。これが２大味音痴国家が誕生するきっかけとなった。
偶然出会った一般人のためにアメリカにはない花をイギリスに頼んで摘んできてもらうなど、成長した後にはあまり見られない優しい面も持っている。
後に急成長し、イギリスと決別し独立することになる。
アメリカ猫
声 - 小西克幸（4期、6期）
ねこたりあに登場する猫のアメリカ。毛並みの色はクリーム色で、アメリカと同じくメガネをかけている（アニメ版ではメガネではなくメガネの模様が顔についている）。
アメリカ娘
声 - 新谷良子
女性版アメリカ。ブロンドヘアで男性版アメリカと同じジャケットと手袋をしており、二人称も同じく「君」。緑色の短いプリーツスカートまたはショーツを履いてジャケットの下には胸の谷間と腹をあらわすほど裾を締めくくった服を着ている。
最初は赤い髪飾りを2つ付けていたが、のちに星型の髪飾りに変更。明るくてちょっと暴走気味。単行本では4巻、アニメでは5期のえくすとらでぃすくに登場。
 イギリス
声 - 杉山紀彰（幼少期：杉山紀彰（アニメ2期、4期）、須藤翔〈ドラマCD〉）、演 - 廣瀬大介
誕生日 - 不明 / 身長 - 175cm
英国紳士を自負するが、実は元ヤンで口がすこぶる悪い。金髪翠眼で一人称は「俺」。皮肉屋だが、心を開いた相手には意外と尽くすタイプの世話焼きなツンデレ。
特徴的な太い眉毛は「イギリス国民の紳士的な何か」を表している。フランスいわく童顔で、欧州内では細身なため、周りから貧弱だと馬鹿にされており、本人も気にしている。紅茶とカレーとマックが好き。
妖精や幽霊などを見ることができ、それらの類とは仲良し。そのようなファンタジーの類や伝説を信じており大好き。魔術・呪術なども得意。
表面上はリアリストだが寝る前はロマンチストで、テディベアと寝ている。
料理が好きだが腕は壊滅的。善意で振る舞うこともあるが、食した者は泣いたり気絶したりするほど。近年は成功することもあり、EU離脱後にドイツを自宅に招いた時には、スコーンが上手く焼けている。
ほかにも手芸やパンク・ロックが趣味。絵は下手ではなく、連合国会議に真っ先に来て枢軸国の似顔絵を描いていたのはイギリスである。
フランスとは1000年以上続く腐れ縁で、運命共同体の喧嘩友達。
毎年アメリカの独立記念日前後になると体調を崩し、ハロウィンになると気分や体調がよくなりアメリカと脅かし勝負をしている。しかし、独立200年記念パーティーには血を吐きながらも出席し、自由の鐘とユニコーンを贈っていた。
一応ツッコミ役で常識人だが、酒が絡むと「紳士的な何か」がログアウトし、絡み酒や泣き上戸になるなど非常識さも垣間見える。
国内では兄であるスコットランド、ウェールズ、北アイルランドと一緒に暮らしている四兄弟の末っ子。普段は連合王国の擬人化だが、兄がいるときはイングランドになる。
一応末っ子という立場だが兄弟の順番は最近まで決まっておらず、大いなる譲歩の結果スコットランド、ウェールズ、北アイルランドに兄という立場を譲り、自分は末っ子という立場に落ち着いた。そのため、生まれた頃から四兄弟の末っ子だったというわけではないらしい。
あくまで話し合いで決めただけの「兄」だからか、スコットランド達を呼ぶときは基本呼び捨てである。
全員纏めて呼ぶときは一応「兄上達」と呼ぶ時もあれば、普通に「お前たち」と呼ぶときもある。
兄達からはたまに呪いの人形などが送られてくる。未承認国家であるシーランドは一応弟に当たる。
イギリス猫
声 - 杉山紀彰（4期、6期）
ねこたりあに登場する猫のイギリス。毛並みの色は白だが、しっぽの色は薄茶色。左に薄茶色のブチ柄模様がある。
イギリス娘
声 - 黒瀬ゆうこ
女性版イギリス。二人称は「貴方」。メガネにツインテールが特徴。初期デザインてはブレザーを着ているが、後のデザインではクラシックナースの服を着ていて、頭に小さいナースキャップをかぶっている。
口調は「～だぞ」「～だろ」等が多く少々男性的。単行本では4巻、アニメでは5期のえくすとらでぃすくに登場。
 フランス
声 - 小野坂昌也（幼少期も担当）、演 - 寿里
誕生日 - 7月14日 / 身長 - 175cm
気取り屋で華やかな愛の国。顎髭とウェーブのように流した金髪の長髪が特徴で、髭は18世紀頃から生やしたり剃ったりしており、「自分はお兄さん的存在」と確信した近代に入ってからちゃんと生やし始めた。
欧州では年長者である描写がされており、子供の頃から「世界のお兄さん」と自称している。一人称は「俺」。
イタリアと同じく女性好き。また、美食家でもあり、料理がとても上手い。
何羽いるかは不明だが、ピエール（声 - 折笠愛〈World Series第16、23話〉）という伝書のできる白い鳥を複数飼っている。 確認できる限り、ピエール1号はスペイン、ピエール3号はオーストリアとの連絡用。
現在はドイツとビジネスパートナーで、大人しく高雅芸術や精緻農業に勤しんでいる。かつてはヨーロッパを片手に握っていた大国だったが、近代では軍事面が弱体化。情報戦・外交には強く、漁夫の利で勝ち星を重ねる傾向がある。イギリスにはイタリア二号機と不名誉な烙印を押されている。
イギリスとは1000年以上にわたって犬猿の仲で喧嘩ばかりしているが、利害が一致すれば手を組んだり、何かと一緒にいる切っても切れない腐れ縁のような関係で、一度スエズ運河の資金繰りで財政難となりイギリスに結婚を迫ったことがあった。また、西暦1000年の「最後の審判が下される」という噂によりパニックになった時は、イギリスに短い間ではあるが抱き付いていた。
スペインとは腐れ縁の悪友であり、4月馬鹿などでよく一緒に騒いでいる。
WEBマンガ版では変態キャラがより強調されている。露出癖やバイセクシャルな一面も持っている危険人物と化しており、エイプリルフールやクリスマスでは毎回各国に変態行為をしようと目論んでいる。しかし、最近では世界のお色気担当をイギリスに押しつけようと考えている。
フランス猫
声 - 小野坂昌也（4期、6期）
ねこたりあに登場する猫のフランス。白く美しい毛並みが特徴。
フランス娘
声 - 雪野五月
女性版フランス。頭に王冠を付けている気取り屋。アニメでは5期のえくすとらでぃすくに登場。単行本には登場しない。
 ロシア
声 - 高戸靖広（5期の幼少期も担当）、演 - 山沖勇輝
誕生日 - 12月30日 / 身長 - 182cm
一見素朴で温和そうな青年。髪の色は灰色。いつも姉(ウクライナ)にもらったマフラーをしている。半袖のときでも常に着用。
一人称は「僕」。仲間に対して君付けで呼ぶ。
生まれたての頃はタタールの支配下に置かれていた。国土が寒く過酷な環境であるため、どの時代でも領土拡張には積極的。背後霊のようにつきまとう冬将軍に苦しめられつつも切り札として活用している。一見おおらかで田舎っぽい素朴さと純粋さを持つが、逆に言うと子供っぽい残酷さを併せ持つ。
呪いさえ破壊する恐怖の象徴だが、姉のウクライナと妹のベラルーシへの対応には苦労している。特にベラルーシには執拗に結婚 を迫られ、本気で恐れている節が見受けられる。コルコルコルと呪いの言葉を発する。
水がどこでも出でくると思い込み、ドイツの家の水道管を引っこ抜いた。本人いわく「魔法のステッキ」。戦車の燃料はウォトカ。冬将軍が毎年のように襲ってくるせいか雪が嫌いで、温かい場所で暮らすのが夢。日本・中国・イギリス・アメリカとは仲が良くない。
昔は「ソビエト」という大きな家で、姉妹やバルト三国らとともに暮らしていた。
本編では本来ソ連と呼ばれるべき時代があるが、作者の判断によりあえて全編共通で「ロシア」と表記され、「ソビエト」はソ連構成諸国を加えた連合体の名称として扱われている。
そんなロシアの武器は引っこ抜いた蛇口。本人曰く「魔法のステッキー！」
ロシア猫
声 - 高戸靖広（4期、6期）
ねこたりあに登場する猫のロシア。
ロシア娘
声 - 悠木碧
女性版ロシア。一人称は「わたし」。純朴だが怖い。ロングヘアが特徴。初期デザインでは青い服を着ているが、後のデザインではピンクのロングコートを着ていて、頭にカチューシャをつけている。単行本では4巻、アニメでは5期のえくすとらでぃすくに登場。イタリア娘からは「不幸の元凶」と言われ、エストニアにハチミツを塗って外に転がしただけと発言していた。
 中国
声 - 甲斐田ゆき演 - 杉江大志
誕生日 - 不明 / 身長 - 169cm
作中では最年長と描写されている国。多くの省をまとめ、多くのアジアの国々と関わりを持つ大国。年齢不詳。見た目は中性的で若々しく、作者に仙人とコメントされている。背中に背負う竹籠にはよくパンダが入っている。一人称は「我（わたし）」。語尾に「〜ある」「〜よろし」などをつけている。髪の色は茶色で、一つおさげが特徴。
世界中に別荘（中華街）を持っており、どんなところでもすぐ適応できる生活力の持ち主だが、韓国には別荘はおけないと発言している。可愛いものに目がないが、キャラクターを作ってもミッキーマウスやキティちゃんにそっくりなものを作って怒られている。その後、オリジナルキャラクターを作ったが不気味すぎて却下された。料理は得意だがマナーにうるさい。
日本との関係は主要国の中では一番長いが、初対面で「日の落ちる国」と呼ばれたり、急に斬りかかられたりといろいろ微妙な関係にある。日清戦争|日本に負けたあとはアメリカ・イギリス・フランス・ロシアにいいように扱われた挙句、ある日突然キレて自暴自棄になったことがあり、壁を素手や片足で破壊して暴れアメリカに取り押さえられたあと、寝ていたフランスの寝言で落ち着きを取り戻した（3期第28話）。上司は普通の人間（声 - 井上剛〈4期第31話〉）だったり竜（声 - 金野潤〈3期第11話〉）だったりパンダだったりする。劉備・曹操・孫権などの飼い猫がおり、呂布という名前の野良猫に留守中お菓子を食われていたりする。
イギリスについてアヘン戦争という過去の因縁から嫌っており、「あへん」と呼ぶことがある。多くの国と同じくロシアは恐怖の対象であり、家に帰ると時々ロシアが居座っていたりするので危機感はより差し迫ったものである。作中でイタリアとの絡みがあまりなく、名前も互いに呼んでいなかったが、『World☆stars』2巻第31話で初めてイタリアとの絡みが描かれた。
ロシア同様、本編では本来「中華民国」や、歴代中国王朝名で呼ばれるべき時代があるが、彼はどの時代でも中国と呼ばれている。「中華民国」は台湾として別に存在している。
『学園ヘタリアportable』では必ず背中にパンダの入った竹籠を背負う。パンダを左手に持つグラフィックがある。
中国猫
声 - 朴璐美（4期、6期）
ねこたりあに登場する猫の中国。毛並みの色は群青色で、中国と同じくおさげがある。
中国娘
声 - かないみか
女性版中国。一人称は「ワタシ」。二人称は「アナタ」。語尾が片仮名になっていることが多い。髪型は二つシニヨン。単行本では4巻、アニメでは5期のえくすとらでぃすくに登場。

### ヨーロッパ
ヨーロッパは作中で最も登場している人物(国)が多い。

#### 南欧
南欧の国家。
 イタリア＝ロマーノ（南イタリア）
声 - 浪川大輔　演‐樋口裕太
誕生日 - 1861年3月17日（イタリア統一） / 身長 - 172cm
アニメでは1期第7話初登場。イタリア＝ヴェネチアーノの兄。アホ毛（通称くるん）の向きが弟と逆。髪の色も弟より少し濃い。
性格は弟と違いひねくれていて暴言ばかり吐くが、軟派なところは共通している。一人称は「俺」。手先は不器用だが、スリは得意。弟よりも地中海周辺の血が濃い。マフィアが跋扈しているせいで金欠に喘いでいる。
弟との仲は微妙。経済的・歴史的に弟と比べられてしまうのをコンプレックスに思っている。男性には無愛想で特にドイツ を毛嫌いしているが、可愛い女性には優しい。
ちび時代の関わりから、スペインとの絡みが多い。トマト好きも共通している。
『学園ヘタリアportable』で一回のみ登場しており、弟に偽ってドイツとの仲を退こうとしたが、ドイツがもうイタリアの面倒を見なくなる夢を見て飛び出した弟が現れたことで見抜かれてしまった。
その後、セーシェルに「弟のことよろしく頼むぜ」と言いながら帰っていった。なお、グラフィックはイタリアのものがそのまま使用されている。
 ちびロマーノ
声 - 金田アキ
幼少期のロマーノ。アニメでは1期第1話、第2話に登場しているが、初めてしゃべるのは3期第7話から。
態度は大きいが、人見知りで泣き虫。しかし、スペインがドイツ兵に襲われていると勘違いしたときには勇気を出してスペインを助けようとした。
スペインの使用人（子分）となったが、不器用なため掃除などの仕事はしない方がマシで、本人もそれを自覚し仕事をしないようにしている。トマトの収穫などの仕事であれば、たまに働く。
性格も不器用で、「ありがとう」と素直に言えなかったり、何かにつけて弟と比べられるため劣等感を抱いている。
ロマーノ猫
声 - 浪川大輔（4期、6期）
ねこたりあに登場する猫のロマーノ。
南イタリア娘
女性版南イタリア。不器用。ロマーノと違ってケンカに強い。作者に「ロマーナさん」「南イタリア娘」と呼ばれている。
 スペイン
誕生日 - 2月12日 / 身長 - 176cm
声 - 井上剛、演 - 山田ジェームス武
かつては太陽が沈まなかった、欧州の西端イベリア半島に位置する、独特の雰囲気を漂わせている光と影が交錯する情熱の国。性格はエスパニョーラらしく陽気で情熱的かつ、大らかでちょっと鈍感。仮想年齢は25歳。クセっ気のある茶髪に緑目で、広域的な関西弁を話す。一人称は「俺」。
肌の褐色は日焼けでできたもの。鈍感で周りにノセられやすいが、根は親分肌で勉強熱心。怒らせると怖い。
かつてはロマーノやオランダ・ベルギーと同居していた。また、ハプスブルク家繋がりでオーストリアとも縁深い。
トルコからの南イタリア防衛による出費を上司に叱責されても、自分に懐かないロマーノを可愛がり続けた。(ロマーノの自称「親分」を名乗る。)
アメリカとイギリスが大嫌いだったが、4月馬鹿のときに和解したような描写がある。フランスとは腐れ縁の悪友。たまに一緒に（巻き込まれて?）騒ぎを起こす事がある。
ロマーノ同様トマトが好き。
時代的にはイベリア半島全体の擬人化の場合もある。
スペイン猫
声 - 井上剛（6期）
ねこたりあに登場する猫のスペイン。
スペイン娘
女性版スペイン。よくしゃべってよく踊って超陽気。
 ポルトガル
声 - 梅原裕一郎
身長 - 174cm
欧州の最西端、イベリア半島の西側に位置する国。
顔立ちがスペインと似ているように見えるが、本人達は似ているとは微塵も思っていない。ちなみにスペインとは兄弟ではない。
セーシェルが二人を見間違えた時には「見間違えるとか新しいボケ過ぎる」とスペインが言っているため為、セーシェル以外には今まで見間違えられた事はない様子である。
実際フランスはちゃんと見分けが付いており、スペインとポルトガルは全然違うとも発言している。
右目の下に泣きボクロがあり、髪を後ろで縛っている。アンニュイでマイペースな性格らしい。
ロマーノいわく「（ポルトガルの前では）スペインがおかしくなる」「こいつ（ポルトガル）にだけは下手に出る」とのこと。
イギリスとは昔からの友人。
 ギリシャ
声 - 髙坂篤志
誕生日 - 2月3日 / 身長 - 179.5cm
アニメでは1期第1話でセリフなしで初登場。古代ギリシアの息子で、欧州内でも年長。のんびり屋でゆっくり喋るが、車に乗ると少しだけ早くなる。一方で、頭の中では猫や夕飯や哲学的なことを絶え間なく考えている。一人称は「俺」。
趣味は遺跡発掘と昼寝で、愛猫家。庭には母親の形見が眠っている。経済支援の関係で日本とはそれなりに仲が良い。トルコとは犬猿の仲だが一時期同居していた。
『学園ヘタリアportable』では左肩に猫が乗っている。ギリシャ自身は無表情だが、ギリシャの感情によって猫の顔が変化する。
ギリシャ猫
声 - 高坂篤志（6期）
ねこたりあに登場する猫のギリシャ。
 キプロス
声 - 黒沢寿樹
身長 - 172cm
ギリシャとトルコの仲を取り持とうとする青年。本家版ドラマCDに登場した際と設定が異なっている。
 ジェノバ
身長 - 165cm
イタリアのジェノバの擬人化。頭のてっぺん付近からくるんがでており、冠のようなものを被っている。
WSHの311話にて初登場。コルシカ島の支配権をフランスに売ったことで島民の怒りを買う。ちなみに反乱軍にはナポレオンの両親が出ており、この際ナポレオン母はナポレオンを妊娠中とのこと。

#### 中欧
中欧の国家。
 オーストリア
声 - 笹沼晃（1期、2期）→笹沼尭羅（3期以降）（幼少期 - 金田アキ〈アニメ1期、ドラマCD〉、笹沼尭羅〈第4期〉）、演 - 菊池卓也
誕生日 - 976年10月26日 / 身長 - 177cm
アニメでは第4話初登場。かつての欧州をフランスと二分した元大国。幼いころのイタリアの支配国でもある。一人称は「私」。メガネをかけており、メガネを取ると地味になる。口元にほくろがある。前髪のアホ毛はマリアツェルを表し、感情によって変化する。眼鏡は「オーストリアにおける音楽的な何か」を、口元の黒子は「性的な何か」を表す。「このお馬鹿さんが…」が口癖で、敬語(日本よりもやや慇懃無礼気味だが)で話す。
几帳面だがやや楽観的で、おっとりした面がある。重度の方向音痴で、誰かの案内が無ければ目的地にたどり着けないこともしばしば。常にマイペースで、ドイツを振り回す一面も。古典音楽の演奏と製菓が趣味。
本来騎士として戦うために生まれたが戦いは苦手で、政略結婚を繰り返すことで大国となる。イタリアのことは当初女の子だと勘違いしており、声変わりするまで気づかなかった。ハンガリーとはかつては同居しており、後に二重帝国として結婚する。現在では結婚関係こそ解消されたもののビジネスパートナーとして良好な関係である。スイスとは長く協力関係にあったが、現在は個人的にはあまり仲がよくない。
一時期車いす生活を送っていた。人からオーストラリアと間違えられたり区別がつけられていなかったりすることに悩んでいる。
オーストリア猫
声 - 笹沼尭羅（4期）
ねこたりあに登場する猫のオーストリア。
オーストリア娘
女性版オーストリア。男性版オーストリアよりも厳しい。ドイツ娘に「お姉ちゃん」と呼ばれたいが色々妨害が入る。
 ハンガリー
声 - 根谷美智子（幼少期も担当）
誕生日 - 1867年6月8日 / 身長 - 162cm
アニメでは第10話初登場。男の子として育てられた元騎馬民族の女性。それゆえ長らく自分を男だと思い込んでいた。幼少時は少年騎士として戦いに赴いていた。一人称は「私」。
女性として生きる決意をした後も、心根は勇敢なまま。薄茶色のウェーブのかかったロングヘアが特徴。頭につけている花はバラトン湖を表している。
オーストリアの使用人をしていた時期、幼いイタリアを弟のように可愛がっており、現在も懐かれている。幼いイタリアのときは「イタちゃん」と呼んでいた。『学園ヘタリアportable』では「イタリアくん」と呼んでいる。プロイセンとは不仲だが、プロイセン側はハンガリーにボコられながらも気にかけている描写がうかがえる。犬にルーマニア人の名前をつけるほどルーマニアのことが嫌い。トルコは長年のトラウマの象徴であり、オスマンの悪夢と呼んでいる。
ハンガリー男子
男性版ハンガリー。一人称は「俺」。憂いがある感じ。
 スイス
声 - 朴璐美（幼少期も担当）
誕生日 - 8月1日 / 身長 - 172cm
アニメでは1期1話初登場。長く苦難の歴史を経験したあと、銀行業に活路を見出した永世中立国。一人称は「我輩」。「なのである」「である」で語尾を締める固い口調で話す。描く絵は可愛らしい。日本はハイジのイメージから牧歌的な性格だと想像していたが、実際は領土侵犯されれば相手が丸腰でも軍用ライフルを発砲するほど国土防衛に対して厳しい。
かつてはオーストリアと協力関係にあり、ボロボロになったオーストリアに幾度となく憎まれ口を叩きながら助けており、オーストリアを52回以上も助けたことがある。
WW1後の恐慌中、裕福でない生活の中、窮地のリヒテンシュタインを義妹として引き取り、とても可愛がっている。
一度、自分の意見をなかなか言わずアメリカに合わせてばかりの日本を見かねて民間防衛を教育し、日本の性格を180度変えてしまったことがある。
寝るときはリヒテンシュタインにもらったパジャマを着ている。
 リヒテンシュタイン
声 - 釘宮理恵
誕生日 - 7月12日 / 身長 - 154cm
アニメでは第1期23話初登場。スイスの義妹。髪型はスイスに合わせている。右に青いリボンをしている。義妹になったばかりのころの髪型は2つの三つ編みおさげだった。意見ははっきり言うタイプだが、上品な口調でしゃべり、素直でおとなしい性格。窮地を助けられて以来、義兄スイスを慕っており「兄様」と呼んでいる。一人称は「私」。人間観察には長けており、スイスとオーストリアの根本は似た者同士と考えている。ハイテク分野も得意。美麗な切手の国として有名。貧乳であることがコンプレックスであり、髪をスイスに合わせて短くして弟と間違われたときには真っ先に胸を気にしている。
寝巻はスイスにプレゼントするつもりだったシンプルなパジャマを着ている。
『学園ヘタリアportable』では略称「リヒテン」と呼ばれ、日本からはさん付け、セーシェル、ハンガリー、ロシア、フランスからはちゃん付けで呼ばれている。
 チェコ
声 - 諸星すみれ
身長 - 162cm
お嬢様口調で喋る女性。真面目で我慢強い頑張り屋さん。
計算して動いているつもりだが、スロバキアが計算外の行動ばかりする。繊細で独特な芸術センスを持っている。
スロバキアとは帝国から独立するときに「チェコスロバキア」にするか「チェコ＝スロバキア」にするかでもめた。
スロバキアとは腐れ縁のような関係で、彼と離れ単独国家になったときの様子を「離婚」と例えられ激怒した。　
 スロバキア
声 - 小林裕介
身長 - 178cm
チェコとともにオーストリア＝ハンガリー帝国から独立した青年。
チェコと同じく我慢強いが、チェコより何かとフワッとしている。
普段はあまり自己主張しないが、妙なところにいろいろこだわりを持っている。
チェコとは帝国から独立するときに「チェコ＝スロバキア」にするか「チェコスロバキア」にするかで揉めた。
 ポーランド
声 - たなかこころ（幼少期も担当）
誕生日 -7月22日 / 身長 - 170cm
アニメでは1期1話初登場。
中世ヨーロッパと冷戦の時代には東欧に分類されていたが、幾度となく続く領土の変更により、今は中欧の国となっている。
髪が長く、髪の色は金髪。周辺国により戦禍に巻き込まれ何度分割されても甦る不死鳥のような国。
語尾に「〜だしー」を付けることが多い。人見知りだが、慣れると自己中心的で突飛な言動を見せる。一人称は「俺」。
リトアニアとは大親友で、中世においては農業で大国を築いたが、ロシアによって離れ離れにされてしまう。イタリアとも仲がいい。作者いわく名古屋の女子高校生口調なのは趣味らしい。

#### 東欧
東欧の国家。

##### バルカン半島
ブルガリア
声 - 井上剛
身長 - 174cm
北にルーマニア、南にギリシャ・トルコと国境を接する東欧の国。一人称は「俺」。やや気弱だが計算高い一面もある。ルーマニアとは仲がいい様子が見られる。口調は「〜わ」「〜だわ」。
アニメでは第1期第27話登場。WW1では同盟国側、WW2では枢軸国側。WW2では味方陣営のイタリアを木の棒で叩いた。
 ルーマニア
声 - 児玉卓也
身長 - 172cm
アニメでは5期第2話初登場。北にウクライナ、北西にハンガリー、南にブルガリア、南西にセルビアと国境を接している。一人称は「おいら」。
苦労人のわりには性格は人懐こくお茶目。しかしどこかちゃらんぽらんな変わり者。八重歯がチャームポイント。信仰心が強く魔術や民間伝承が大好き。ロマンチックな面もある。弟にモルドバがいる。
ハンガリーとは仲が悪く、逆にブルガリアとは良好。ドイツとイタリアは頼りたいビジネス仲間。最近トルコとはもっと仲良くなりたいと思っている。
 モルドバ
身長 - 135cm
ルーマニアの弟で頑張り屋な少年。一人称は兄のルーマニアと同じく「おいら」。
台詞は平仮名表記で、やや舌足らずな口調で喋り、時折語尾に「〜な」をつける話し方をすることがある。
兄であるルーマニアとは離れ離れであった時間が長いため、本当は彼に甘えたいのだが、その一方で古巣の「ソ連」で過ごしていた絡みからロシアにも気を使わなければならず、我慢することが多い。常にブカブカな上着を羽織っているのが特徴。

##### バルト三国
バルト三国の国家。何かと一括りにされがちだが、実は文化・言語・民族はそれぞれ異なっている。
 リトアニア
声 - 武内健
誕生日 - 2月16日 / 身長 - 180cm
アニメでは1期第1話から登場しているが、初めてしゃべるのは第15話から。
始め異教の国として迫害を受けるが、中世にはポーランドとともに東欧の強大国を築いた国。
人当たりがよく苦労性で、特にロシアからは歪んだ愛情を受けている。
温厚な性格に似合わず指揮官としての能力は非常に高い。一人称は「俺」。髪が長く、たまに結んでいる。
ポーランドとは親友だが、出会ってから今まで振り回されっぱなしで、たまにそのことを思い出し発狂するときがある。ポーランド、アメリカの家にいたエイリアンからは「リト」と呼ばれている。しばらくポーランドとは会えない時期が続いていたが、その間に人見知りなポーランドがイタリアと親しげに話している様子にショックを受けていた。幼馴染のベラルーシに長く報われない片思いをしている。そのベラルーシに指を折られても「もしかして俺、実は色んな方向に指が曲がるのかも…!」などと超ポジティブに捉えている。プロイセンのことを嫌っており、彼に対しては敬語を使わない。
国として認めてほしかったシーランドが最初に選んだ相手もリトアニアであり、国として生きるためのアドバイスを与えている。
イギリスの紹介でアメリカの家に出稼ぎに行っていた時期があり、そこではエイリアンやクジラにも懐かれている。
 ラトビア
声 - たなかこころ（アニメ） / 釘宮理恵（ドラマCD）
誕生日 - 11月18日 / 身長 - 155cm
アニメでは1期第1話で姿のみ初登場し、初めて喋るのは第29話。
何かと粗忽な小柄な少年。一言余計なことを言ってしまう癖があり、ロシアにプレッシャーをかけられたり、リトアニアやエストニアの胃痛の原因になっている。成長不良の原因であるロシアに抵抗しようと試みるも、ことごとく失敗している。現在はロシアの支配を逃れるため、他国と友好関係を結ぶ努力をしている。
適度なアメと鞭があると頑張れる性格らしい。かなりのウワバミ。一人称は「僕」。
リトアニアと友好関係を結ぶにあたり、スタンスの違うエストニアと不仲になるが、関係改善の兆しが見えてきた模様。若干情緒不安定な部分があり、リトアニアと親しげだったシーランドにスズランを刺したことがあるが、その後は関係を改善したようで、漫画ではシーランドと一緒にいる場面が多い。
ラトビア娘
声 - 田澤利依子
女性版ラトビア。原作では4巻、アニメでは5期のえくすとらでぃすくに登場。
 エストニア
声 - 高坂篤志
誕生日 - 2月24日 / 身長 - 179cm
アニメでは1期第1話初登場。バルトの優等生の異名を持つ、長い支配の歴史を知略で切り抜けてきた国。
メガネをかけている。作品内で唯一のイケメンという設定。ITに強い。一人称は「僕」。
ロシアに対して「言ってはいけないこと」を平然と言ってしまうラトビアに常にハラハラしており、失敗するとすぐ「ラトビアァァァ!」と叫ぶ。親友のフィンランドの家で開かれる奇祭では大体上位をかっさらっていく。幻冬舎版6巻のカラーページなどでは北欧に入りたいとアピール中。
本家web版ではひょんなことからアメリカに顔の似たもち状の生き物を飼い始め、現在ではほかの国に似たもち状生物も飼っている。

##### ロシア姉妹
ロシアの姉妹の国家。作中で恐怖の象徴とされ、マイペースなロシアが唯一ペースを乱される2人である。アニメでは両者とも1期第42話初登場。
 ウクライナ
声 - 増田ゆき
誕生日 - 8月24日 / 身長 - 166cm
ロシアとベラルーシの姉。
肩こりになるほどの巨乳で登場するたびに「ばいーん」「どいーん」などの音が鳴る。アニメではこの音はティンパニーで表現されている。
少々天然ボケではあるものの泣き虫で心優しい性格。何かとロシアのとばっちりを食らうが、弟妹を愛している。苦労性だか強かな一面も持つ。
 ベラルーシ
声 - 高乃麗
誕生日 - 8月25日 / 身長 - 160cm
アニメでは1期1話でセリフなしで初登場。初めて喋るのは第42話から。
厳しい風土のため貧しい小国で、ソ連崩壊後も長く独裁政権が続く国。ロシアとウクライナの妹。薄茶色のロングヘアとリボンが特徴。いつも着ている青いドレスはロシアからの贈り物。言動が無愛想できつく、刺々しい雰囲気を持つ美少女。
ウクライナを見続けているせいか本当はそれなりにある胸を気にしている。口調は荒々しいところがある。
兄であるロシアに重すぎる愛を送り続け、事あるごとに結婚を迫るなどアプローチを続けている。
リトアニアからの想いは無視している。
ベラルーシ猫
声 - 高乃麗（4期）
ねこたりあに登場する猫のベラルーシ。

#### 北欧
北欧の国家。アニメではフィンランド、スウェーデンは1期第14話、デンマーク、ノルウェー、アイスランドはworld series第27話から登場。
 デンマーク
声 - 下崎紘史
身長 - 181cm
北の勇と謳われた元ヴァイキング。血気盛んかつひょうきんな性格で、客商売に強い国民性。
北欧の兄貴分を自称。訛りは茨城弁で表現されている。
ノルウェーを気に入っており親友扱いするが、ノルウェーからの評価は辛辣であり、温度差が激しい。しかし気にしていない様子。
 ノルウェー
声 - 岩崎征実
身長 - 178cm
デンマークと同君連合を結んでいたスカンジナビアの国。
口数少ない、どこか浮世離れした不思議な雰囲気の青年。アホ毛が浮いている。
イギリスと同じく妖精が見えるため、そこそこ仲がいい。本家のハロウィンパーティーなどでも妖精を引き連れている。
頭についている十字型のアクセサリーは電話の役割も果たす。
アイスランドの実兄。デンマークに辛辣な態度を取るが嫌ってはいない様子。
 アイスランド
声 - 浅倉歩、金田アキ（幼少期）
誕生日 - 6月17日 / 身長 - 168cm
一見クールだが性格は熱い少年。腹部が黒くてヤーさんみたいな性格と口調のパフィンと行動をともにしている。
ノルウェーとは実の兄弟であったことが最近判明した。
訛りは津軽弁で表現されており、声優の浅倉も青森県出身である。話し言葉は標準語で表現されているがこれは努力の賜物。実は北欧でも一番訛りが強いので、気を抜いて訛り始めると誰にも内容が理解してもらえない。
 スウェーデン
声 - 酒井敬幸
誕生日 - 6月6日（国旗の日） / 身長 - 181cm
かつては欧州を荒らしまわった強国だったが、現代は工業を得意とし福祉を充実させることに力を注いでいる。一見無表情で威圧感のある雰囲気を醸し出しているが、実際はお茶目で感情豊か。冗談が好き。
デンマークと大喧嘩して独立した。ともに出奔したフィンランドをとても信頼し感謝しているが、口下手なので上手く伝わらない。
訛りは福島弁で表現されている。語尾に「だべ」をつけて話す。
スウェーデン娘
女性版スウェーデン。物静か。何を考えているか分かりにくい。
 フィンランド
声 - 水島大宙
誕生日 - 12月6日 / 身長 - 172cm
ほかの北欧諸国とは別系統の民族である北欧の国。そのためか、北欧で唯一訛っておらず、丁寧語で会話する。温和で素朴な性格。ただしネーミングセンスは壊滅的。花たまごという名前の犬を飼っているが、命名はスウェーデン。
力持ちで特に追い詰められると火事場の馬鹿力を発揮する。奇抜なセンスの持ち主でもある。
スウェーデンがデンマークから独立した際にスウェーデンの一地方として一緒に出奔し、ともに暮らしていた。エストニアと仲がよく、変な祭典を開いて盛り上がっているが上位はエストニアが持っていく。

#### 西欧
西欧の国家。
 オランダ
声 - 峯暢也 演 - 磯野亨
身長 - 185cm
アニメでは4期から登場。謹厳な性格で、必要とあらば転売目的の穀物の買い叩きや敵軍への武器輸出も辞さない策士。彼の守銭奴ぶりに頭を悩まされた国はフランス・スペイン等数知れずである。鎖国時代の日本と関わりのあった数少ない国のひとつ。キッチンが汚れるのを非常に嫌う。訛りは福井弁で表現されている。一人称は「俺」。
義妹ベルギーとはスペインからの独立戦争で敵になり、のちにベルギー独立によって念願の統一を果たしたが、意見の不一致から関係は回復せず別々の国となった。ポーランド・リトアニアとは過去に交易をしており、今でも家に招くなどある程度の関係を続けている。
 ベルギー
声 - 中村繪里子
身長 - 163cm
アニメでは4期から登場。オランダの義妹。世話焼きで親切な性格。訛りは滋賀弁で表現されている。ともにスペイン支配下にいた義兄のオランダとは彼の独立を期に一時決別していたが、現在の関係は良好である。
兄の金銭への執着は自分に原因があるのではないかと心を痛めている。
 ルクセンブルク
声 - 八代拓
身長 - 177cm
物腰柔らかで上品な雰囲気の青年。前髪で顔右目が隠れている。オランダ、ベルギー、ルクセンブルクは全員義兄弟の関係とのこと。かつてはベルギーとともに周りの国に振り回されていたが、あるとき金融に目覚め、欧州トップクラスの豊かな国になった。基本敬語だが独り言のときは金沢弁。
 モナコ
声 - 日笠陽子
身長 - リヒテンシュタインより少し小さい程度
アニメでは6期から登場。フランスに囲まれている公国。
金髪一つ三つ編みに眼鏡をかけた、女性。「ふむ」、「だな」、等どこかおっさん臭い口調が特徴。グレース・ケリーに憧れている。
フランスの義妹分。ポーカーを嗜み、それなりに強い。セボルガにナンパされてディナーに誘われたときは自身に勝つことを条件に承諾し、見事に勝ったがディナーはともにした。可愛い衣装は着るよりも見る方が好きとのこと。
 スコットランド
イギリスを構成するカントリーの一地域。
イングランド、スコットランド、ウェールズ、北アイルランドと一緒に暮らしている。
一緒に暮らし始めた頃に兄弟順で長い事揉めた結果、最終的にイングランドの大いなる譲歩によって兄の立場を譲って貰った。
正直で素直で頑固で直球投げてくるタイプ。イングランド相手だと怖面でツンツンしている様に見えるが、本当は親切で社交的らしい。実利をとる現実的かつ堅実な性格らしいが、超自然的なものの存在も信じている。ユニコーンとは友達。イギリス内で意見が意見が対立した際、力を使わずに決着をつけられるUKカードバトルをイングランドと行った(カード例：「スコティッシュサマー」「三歩さがる」「両扉閉鎖」)。ドイツのことを「ドイツのアニキ」と呼んで慕っている。
 ウェールズ
同じくイングランドに譲歩されて兄の立場になったカントリーの一地域。
赤いドラゴン好きであり、現在でも魔法を使っている。イングランドと一緒にいる期間が長いせいか、イングランドを一番理解しているのは自分だと密かに思っている。兄弟たちを愛称で呼ぶことがあり、イングランドのことは「いーくん」、スコットランドのことは「スコ君」、北アイルランドのことは「のんくん」と呼んでいる。スコットランドとアーサー王がスコットランド人かウェールズ人かで揉めたことがあった。
 北アイルランド
同じくイングランドに譲歩されて兄の立場になったカントリーの一地域。
気さくでお節介焼きで、ちょいちょい皮肉っぽいジョークを言うユニークな性格。ポテチとアイスと天気の話題を愛してやまない。公式でアイルランドと兄弟と言われたことはなく、アイルランドからは相方やズッ友と呼ばれているため兄弟関係ではない可能性が高い。
 アイルランド
北大西洋のアイルランド島の大部分を領土とする共和制国家。
眉毛は太いが、イギリス達と違い先端が細くなっている。フレンドリーでおしゃべり、メンタルがとても強い（自称）。ちょっと声が大きく、不思議なおじさんレプラコーンがいつも傍にいてくれるらしい。北アイルランドとは腹を割って話をしたいとは思っているが、基本的に明日できる事は今日しないらしく、今のところちゃんと話は出来ていない模様。

### 北アメリカ州
北アメリカ州の国家。
 カナダ
声 - 小西克幸、岩村愛子（幼少期）
誕生日 - 7月1日 / 身長 - 178cm
アニメでは1期第20話初登場。
のんびりした性格。アメリカと顔が似ているが、育ての親(イギリス)が同じだけの義理の兄弟である。
本来主要国のはずなのだが、アメリカとそっくりなのでよく間違えられたり存在を忘れられたりするのが悩み。
とにかく影が薄く育ての親のイギリスからも「誰だ!?」言われたり、シーランドに成り代わられそうになっている。
影が薄いのは子供の頃かららしく、イギリス以外からは自分自身ではなく自分の家にしか興味を持たれていなかった。
そのため自分の事を初めてちゃんと見てくれたイギリスに心底感動し、この先ずっとイギリスの家族でいる事を決心した程であった。
カナダは名前をきちんと覚えていないが、シロクマのクマ二郎さん（声 - 岩村愛子）と一緒にいる。口喧嘩に強く、迷惑の種であるアメリカに日頃の鬱憤を並べ立てたところ、見るも哀れなほどに落ち込ませた。
イギリス系カナダ人とフランス系カナダ人の対立に頭を悩ませておりケベック州が独立する悪夢も見ている。また最近では中国系カナダ人と韓国系カナダ人の増加にも頭を悩ませている。
『学園ヘタリアportable』では体が半透明になっており、存在を忘れられたりイギリスからアメリカと間違われたり、日本から名前を忘れられたり、生徒に足を踏まれたりなど災難に遭うことが多い。
カナダ猫
声 - 小西克幸（6期）
ねこたりあに登場する猫のカナダ。
カナダ娘
声 - 中村香澄
女性版カナダ。男性版カナダと同じく眼鏡をかけている。なかなかのしっかり者だが、おっとりしている。シロクマのクマリーさんを連れている。アニメでは5期のえくすとらでぃすくに登場。単行本には登場しない。
 キューバ
声 - 高橋広樹（第2期、劇場版）
誕生日 - 5月20日 / 身長 - 173cm
アニメでは2期第35話初登場。
中米の小さな島国だが、目と鼻の先の大国アメリカに対して反米政策を推し進める社会主義国家。
性格は陽気で情に厚く、男気溢れる。
アメリカが嫌いでカナダとは仲良くしているが、見分けがつけられず、カナダをアメリカと勘違いし殴ったりしていた。
アイスが好きで、最近少々メタボ気味。

### アジア
アジアの国家や地方。

#### 中東
中東の国家。
 トルコ
声 - 藤本たかひろ
誕生日 - 10月29日 / 身長 - 177cm
アニメでは第3期第2話初登場。
かつて強大な大帝国を築き、現代は中東と欧州の架け橋を務める国。仮面で目元を隠しており、軽快な江戸弁で喋る。
性格はむやみに熱く、人懐こくて義理堅い。
ギリシャとは犬猿の仲だが一時期同居していた。北キプロスを何かと気にかけている。
EUに入りたがっているが入れてもらえない。ハンガリーにとっては長年のトラウマの象徴である。
 北キプロス
身長 - 172cm
世界で唯一トルコのみに国として認められている独立国。
トルコと仲がよく、容姿など真似している。ギリシャから帰ってこいと何度も言われる。

#### 東亜
東アジアの国家や地方。
 韓国
誕生日 - 8月15日 / 身長 - 175cm
スキンシップと感情表現が豊かで、テンションの高い青年。
「だぜ」口調で喋るが、目上の人には敬語を使う。中国のことは「兄貴」と呼び、フランクながら敬語を使っているものの、敬意や信頼は薄い。髪の分かれ目から生えたアホ毛の毛先に顔がある。思いつきで「◯◯の起源は俺」と言い、相手に否定されるととぼけてみせる。趣味は留学と韓国ドラマ鑑賞。日本や中国からは最近は複雑な感情を持たれている。
韓国の擬人化ではあるが、中国が「地がつながっている」と発言しているため、朝鮮半島としての擬人化でもある。
アニメ『Axis powers』公式サイトのキャラクター紹介に登場しているが、アニメ本編には登場しない。
韓ちゃん
女性版韓国。チマチョゴリを着ている。
 台湾
声 - 甲斐田ゆき（キャラクターソングVoL8 中国収録ミニドラマ（アジアと西洋の祭り）から）
誕生日 - 10月25日 / 身長 - 160cm
アニメでは5期第11話、6期えくすとらでぃすく4登場。気が強いお洒落な女の子。
最近、気苦労が絶えない。中国を老師（センセ）と呼ぶ。茶髪のロングヘアが特徴。
口調は「ヨ!」「ネ」など、語尾が片仮名になっていることが多い。
芯が強くマイペースでおみくじの悪い結果は信じないなど、ポジティブで明るい性格。
お洒落好きで料理が上手。遠まわしに中国にちょっかいをかけることが趣味。
台湾君
男性版台湾。性格はさわやかで頑張り屋。服の左側に青天白日の紋章がある。
 香港
声 - 高城元気（第4期以降）
身長 - 170cm
アニメでは第4期EX3初登場。流行に敏感で、今風な若者。
口調は広東語とラフな英語が混じってギャル男チック。中国を先生（センセー/ミスター程度の意味）と呼ぶ。
一人称は「俺」で、「的な」が口癖。
中国の変な写真を集めるのが趣味。かつては素直な子であったが、何を考えているか分からない性格に育ち、中国はイギリスの教育のせいだとイギリスの背中を叩きながら泣いて抗議した。幼少期は中国と同じ髪型をしていた。
香港ちゃん
女性版香港。商才あふれる目。「の」が好き。キック力が強い。
 マカオ
身長 - 175cm
穏やかで達観した感じの男性。たいていビジネス口調であるがポルトガル、中国や香港に対しては冗談も言ったりもする。
メガネをかけており、中国をミスターと呼ぶ。香港とはよきパートナー。
手先も器用で料理やおもちゃ、織物を作るのも得意。一番得意としているのは陶磁器で、これで一財を成した。
カジノやビジネスでスーツを着用することも。アニメでは6期のえくすとらでぃすく4に姿のみ登場。
 チベット
中国の近所に住んでいる僧侶風の男性。日本が幼いとき、中国が彼に日本を弟だと紹介したが日本は否定した。

#### 東南亜
東南アジアの国家。
 ベトナム
身長 - 158cm
ノンラーを被り、緑色のアオザイを着ている芯の強い女性。
中国と同じく一つおさげの髪型をしている。
 タイ
身長 - 171cm
人懐こくのんびり屋、笑顔を絶やさない爽やかな好青年。
TOTOという名前の象を飼っている。
 フィリピン
身長 - 165cm
陽気で朗らかな男性。セーラー服を着ている。自撮りが好き。
ピエンくんという名前のターシャを飼っている。
 インドネシア
身長 - 170cm
真面目でフレンドリーな男性。近年急成長して注目されている群島国家。
 マレーシア
身長 - 169cm
気さくで人懐こい性格の男性。
かつて一緒に暮らしていたシンガポールを兄弟だと思っているが、シンガポールからは嫌がられている上に認められていない。
 シンガポール
身長 - 161cm
丁寧口調で話す小柄な男性。様々な文化が混在する多民族国家。

#### 南亜
南アジアの国家。
 インド
声 - 曽我部雅久
身長 - 166cm
アニメでは5期18話登場。さらりとしたこげ茶髪の男性。九州弁で話す。
さらっとカナダに毒を吐くことがある。数学と議論に強い。元英領だけに太眉で、おでこにティラカがある。

### オセアニア
オセアニアの国家。
 オーストラリア
声 ‐ 浅井慶一郎
身長 - 178cm
アニメでは第5期3話登場。南半球に位置する、世界最小の大陸ひとつを占める国。
気合で何とかしようとするガッツなワイルド系の青年。
後ろ姿が若干オーストリアに似ている。鼻に絆創膏をしており、肌の色は小麦色。
たまにカンガルーやコアラを連れていることもある。
ニュージーランド
声 - 前田聡馬
身長 - 171cm
アニメでは第5期18話登場。オーストラリアの東に浮かぶ小さな島国。羊の角のようにカールした明るい茶髪の青年。
温厚そうな顔をしている反面、カナダやオーストラリアにしれっと毒を吐くこともある。
イギリスのことを「イギリス兄さん」と慕っている。兄弟的な意味ではなく業界用語の「先輩」のような意味。

### アフリカ
アフリカの国家。
 エジプト
声 - 中村繪里子（幼少期）
誕生日 - 2月28日 / 身長 - 160cm
性格はいい加減で結構したたかだが、根は人懐っこくて家族思い。
なかなか喋っている所を発見できないため、無口と思われがちだが、おしゃべりな性格。
アニメでは1期第27話に登場し、攻め込んできたイタリアを叩いた。
ギリシャと同じく母親から家を譲り受けており、家の庭を掘れば遺跡が出てくる。
 カメルーン
声 - 浅倉歩
身長 - 173cm
眼鏡をかけたアフリカ系黒人の青年。頭部の左右に十字の剃り込みを入れている。
「KOKOLO」という名前の仔ライオンを飼っている。アニメでは6期のえくすとらでぃすく4に登場。
 セーシェル
声 - 高本めぐみ
誕生日 - 6月29日 / 身長 - 155cm
アニメでは4期48話初登場。5期以降は肌の色が小麦色になっている。東アフリカの国家。
髪型はおさげで赤いリボンを2つつけている。ときどき大きい魚を脇に抱えている。水色のワンピースを着ている。
学園ヘタリアでは主人公を務める。

### その他
本編の時代（WW1 - WW2）および現代において存在しない国、または正式に国と認められない国・所在不明の国、国ではない地域の擬人化など、その他の登場キャラクターを記す。

#### ローマ系
ローマ帝国
声 - 郷田ほづみ
誕生日 - 不明 / 身長 - 170cm
イタリア兄弟の祖父。かつて広くヨーロッパを支配した地中海の覇者。
550年ごろに孫のイタリアを連れて隠居し、そのまま何処かに消えてしまった。
豪快な性格で、酒と若い女とケンカが大好き。天国から孫の顔を見に地上に帰ってくるほどの孫想いである。
古代ギリシア / ビザンツ帝国
身長 - 157cm
ギリシャの実母。戦いになると怖い人だがおっとりした感じの美人。
ローマ帝国やオスマントルコに惚れられていた。
古代エジプト
身長 - 150cm
エジプトの実母。謎の多い神秘的な雰囲気の女性。ローマ帝国に惚れられていた。

#### ゲルマン系
ゲルマン
声 - 谷山紀章
身長 - 177cm
アニメでは3期7話、8話に登場。弓矢と斧片手に各地を駆け回り、多くの国と子供を作った。ローマ帝国とは昔馴染みの腐れ縁。表情に乏しく言葉数が少ない。上記の理由により現在のゲルマン系国家は彼の息子・孫で構成されている。
 神聖ローマ
声 - 金野潤
身長 - リンゴ7個分＋みかん1個分
中世から近世にかけてのエピソードにのみに登場。アニメでは1期〜3期に登場。ゲルマンの置き土産。ドイツを幼くしたような金髪碧眼の容姿をしている。
イタリアを女の子と勘違いし思慕を寄せていた（イタリア政策）。
オーストリアの家でイタリア、ハンガリーと一緒に暮らすも、情勢変化により家を出る。
その際イタリアに想いを告げ再会の約束をした。
その後、青年の姿に成長し、まとまらない神聖ローマ内領邦国家の会議中、自分の存在が忘れかけられていることを危惧して発言しようとするが、吐血しハンガリーに心配される描写がある。
 プロイセン
声 - 高坂篤志（幼少期も担当）、演 - 高本学
誕生日 - 1701年1月18日 / 身長 - 178cm
アニメでは1期24話から登場。
かつての聖マリア修道会、ドイツ騎士団であり、18世紀以降は神聖ローマ帝国内の一国、WW2後は東ドイツとなったドイツの兄貴分。現代ではドイツの家で自宅警備をしたりロシアの飛び地をやっていたりする。天上天下唯我独尊を地で行く性格。
銀髪で目が赤紫。一人称は「俺」、または「俺様」。よく「ケセセセ…」と言っている。第3期では脇役扱いされていることに立腹していた。たまに頭や肩に黄色い小鳥が乗っている。いつもドヤ顔で意外とメルヘン。
戦うために生まれ育ったためずる賢く乱暴な面もあるが、根は弟と同じく几帳面で厳格で真面目。幼少期から現代まで「俺様日記」という日記を付け続けており、過去の分は全てドイツの家で保管されている。現代ではブログの更新も趣味にしている。
ドイツの盟主の座をオーストリアと争い勝ち取った。ドイツを「ヴェスト」と呼んで可愛がっている。戦術の天才。フリードリヒ大王に心酔している。
イタリアのことをとても気に入っている。
ロシアの事は吐血するまではいかないが、まつげが４本は抜ける位には嫌っている。
フランスの事もあまり好きではないらしく、一時期はロシアの時と同じようにまつげが抜けていたらしいが、フランスの料理と実力だけは認めている。
ハンガリーとは幼馴染だが色々あって不仲である。というかめちゃくちゃ嫌われている。
プロイセン娘
声 - 酒井玲
女性版プロイセン。ワイルドで強気。歳の離れた妹を可愛がっている。アニメでは5期のえくすとらでぃすくに登場。単行本には登場しない。
 ザクセン
身長 - 178cm
オーストリア継承戦争の際、モラヴィアを手に入れようとする。
 バイエルン
身長 - 179cm
オーストリア継承戦争の際、王位継承権を主張した。
ヘッセン
クリスマスネタ漫画では独立を目指しているアメリカに対峙するドイツの傭兵軍として登場。顔に大きな傷がある。

#### イラン系
ペルシア
身長 - 170cm
ウェーブのかかったミディアムヘアの男性。ローマ皇帝ウァレリアヌスを捕らえたシャープール一世とともに登場した。
苦労ゆえの性格で、誰にだって物怖じしない性格でひょうひょうとしているように見える。
銀の美術品を作ったりレリーフ彫ったりと細かい作業がすごく得意で好き。

#### モンゴル系
モンゴル帝国
作者のブログの漫画に登場した辮髪の男性。漫画内では日本と戦った描写がされていた。
 ジョチ・ウルス
3巻に登場。ハンガリーにくせ者と言われていた。4巻の『ロシアとおともだち』でロシアをいじめていた男性。

#### ミクロネーション
ミクロネーションの国家。
 シーランド
声 - 折笠愛 / 身長 - 130cm
誕生日 - 9月2日
アニメでは1期21話初登場。イギリスの弟。
イギリスが戦後、海上に置き土産した要塞。
楽天家で前向きな性格だが暴走気味で、イギリス譲りの眉毛と青いセーラー服が特徴的な少年。
イギリスをはじめ男性キャラの事を「○○の野郎」と呼び、「ですよ」「なのですよ」という口調で話す。
正式な国家を目指して爵位を売り歩いており、いつかイギリスを超えるような大帝国を作ろうと目論んでいる。
一時ネットオークションに出されてしまったときにスウェーデン企業に買われそうになったことがある。
(サイトに載っていた漫画では「落札されてました。」と書かれていたが、実際にはシーランド側が拒否したためスウェーデン企業は落札出来ていない。)
買われそうになった経緯から一時期はスウェーデンのことを「パパ」と呼んでいたが、2013年のハロウィンの時は他の男キャラを呼ぶ時と同様に「スウェーデンの野郎」と呼んでいる。
シーランドがスウェーデンを呼んだのはこのハロウィンの時が最後であるため、今でも「パパ」呼びをしているかは不明である。
建造物が国土であるため、体は鉄でできている。趣味は衛兵にちょっかいを出すこと、快適インターネット、ほかのミクロネーションを探すこと。
第4期のEX3では大人になったシーランドが登場した。この時イギリスの事を「兄さん」と呼んでいる。
このキャラクターはシーランド公国に認知されている。
 ワイ
声 - 小松未可子
身長 - ミクロネーションの中で一番低い
アニメでは第5期19話初登場。地元自治体に正式に認められている（一応）独立国。（オーストラリア自体には認められていない）
人口は5人。オーストラリアの妹のような存在。フリーダムで楽しいことが大好き。お絵かきが得意。ハット・リバーは苦手。
国王であるポール公に認知されている。
 セボルガ
声 - 岡本寛志
身長 - ハット・リバーよりは低い
アニメでは第5期19話初登場。イタリア北西部のセボルガにある自称独立国。もともとはれっきとした一国家でイタリア兄弟の親戚。国を名乗っているとはいえ、イタリアの1自治体としてもごく普通に暮らしている。
口調は、「だネ」「ですネ」。とはいえ、人懐っこくて穏やかな性格。美食家。イタリア兄弟と同じようにナンパをよくするが、彼らに比べて成功率はかなり高いようで、羨ましがられている。
冗談のような経緯で国として復帰したものの、合併前はれっきとした国であったはずだが、初登場で幼いシーランドに殴られて泣かされるという情けない姿を晒した。
 モロッシア
声 - 石川界人
身長 - シーランドよりだいぶ高いけどセボルガより低い
アニメでは第6期から登場。一人でいるときは穏やかだが、ほかからはかっこよく思われたい青年。格好つけるとサングラスをかけ、髪の毛をソフトモヒカンとポンパドゥール（en:Pompadour (hairstyle)#Men's styles）の中間のような髪型にし、不良のような言葉遣いになる。アメリカから独立宣言した。アメリカには敬語を使う。人によって態度が変わってしまうことを知られたくないらしく、アメリカとシーランドが一緒に来たときなどは混乱している。観光で迎え入れることのできる人数は1年間に10人までという制限がある。
 ラドニア
声 - 山下大輝
身長 - ワイより高くてクーゲルムーゲルと同じくらい
スウェーデンと戦争をしていると思っている少年。芸術家肌。ミクロネーションを束ねるのは、自分が相応しいとシーランド公国に迫ったことがある。
実は、パソコンの中に住んでいるので電源を落とされると姿が消えるが、声は出せるので、会話はできる。実は絵の具で描いてあるが、顔に傷がある。胸に金色のリンゴのブローチのようなものを着けている。
 ハット・リバー
声 - 中澤まさとも
身長 - ミクロネーションの中で一番高い
アニメでは第6期から登場。オーストラリアから独立宣言している男性。ワイ公国の先輩にあたる。何かときらびやかな自由人。オーストラリアでは有名で家もミクロネーションの中では充実している。オーストラリアに50年滞納していた為、自身の国土を売ることになり国を辞めることになった。
クーゲルムーゲル
声 - 市来光弘
身長 - ワイより高い、ラドニアと同じくらい
アニメでは第6期から登場。「〜は芸術か?（芸術だ!）」という台詞が口癖の少年。可愛らしい顔立ちで長い三つ編みの髪型。男児であるが、リヒテンシュタインに女児だと思われている。オーストリアから独立宣言した、かなりの変わり者。
ニコニコ共和国
声 - 須田祐介
身長 - 165cm
アニメでは第6期から登場。町おこしのために独立を宣言していた男性。今は、国をやめて普通の日本人（福島県民）として暮らしている元ミクロネーション。ラジウム温泉ゆで卵が好き。日本の動画サイトニコニコ動画とは無関係。2022年7月の復活に伴い、ニコニコ橋のリスをモチーフにした新たなニコニコ共和国が誕生した。普通の日本人になった初代は、新たなニコニコ共和国を心配している。
 アエリカ帝国
カナダのモントリオールに住む少年らグループによって建国されたミクロネーション。銀河系のいくつかの惑星に主権を主張している。人前では皇帝のような振る舞いをしているが、一人でいるときやミクロネーション首脳会談仲間であるモロッシアと一緒の時は穏やかな性格をしている。国旗のマークであるスマイルフェイス(恐らくロボット)を相棒としており、スマイルフェイスは宇宙人のトニーと協力してキャトルミューティレーションされそうになった動物たちを守った。モットーは「世界はバカバカしい、このままでいい」。
スロージャマスタン
アメリカのミクロネーション。ワイよりも後に誕生した後輩だが、ほぼ大人の見た目に成長している。声が大きく、銀髪にサングラスと派手で怖そうな見た目をしているが、先輩であるミクロネーションたちには敬語を使う礼儀正しい青年。モロッシアのことを兄貴と慕っている。家にいたアライグマは友達らしい。
影と闇の領域と王国
魔法民によって作られた27レムルで構成された立憲君主制のミクロネーション。魔法を信じる全ての人々の拠り所となっている。
ロックスターのような格好をしている。普段はエルフ語(とゲール語)を使っているので人間の言葉が不慣れの様子。シーランドは興味を持ったのか国名とエルフ語に強く食いついていた。
ストマリア帝国
イギリスにある皇帝を中心とした連邦絶対君主制のミクロネーション。眉毛が太い。
騎士団や農業など国家運営をしているのでプライドがある。領土、火星などヘンテコな国と一緒にされたくはないようでモロッシアからミクロコンの招待状を貰ったが絶許動画をアップして参加することを拒否した。
自分のことをミクロネーションのその上の存在だとしている模様。

## 分析・批評
- イタリアの研究者ミヤケ・トシオは、西洋列強の多くがマッチョな男性として擬人化されており、その一方で東洋の国々は女性的、または女性として表現されることが多い点を指摘し、同作の中には「西洋が男性的な植民地主義の視点から東洋の幻想的なイメージを女性化して描写する思想であるオリエンタリズムの具象化」があり、これが国際的な需要の理由になっていると述べている[37]。

## 論争

### 韓国での論争
ヘタリアに関する論争は2009年のアニメ化決定に始まる。それまで韓国語版は出版されておらず（2011年時点でも翻訳されていない）、日本での人気で注目されてはいたが、一部の人々が「国家を擬人化して戦争を描写することの危険性」を指摘していた程度だった。韓国のアニメ・漫画ファンがアニメ化情報を拡散する際に、日本の地上波で放送予定であるという誤情報が流れた（CS放送局キッズステーションとアニメイト上でのウェブ配信が予定されていた）。同作が扱う時代に見られる近代化と日韓併合と非常にセンシティブな問題であり、日本が帝国主義時代に韓国を統治していたこと、日本と韓国の関係もすべて解決済みとは言えない状況であったことから（参考：日朝関係史、韓国併合）、ヤオイ的な感覚を含む人間関係として国家間の歴史問題を描写するという同作は韓国人には受け入れがたく、「日本のアジア侵略を美化している」と批判が起こり、マンガ・アニメファン、同人界で特に反発が激しかった。また、韓国の擬人化キャラクターの特徴の一部が韓国イメージの歪曲だとして、猛烈な批判が起こった。ウェブで放送中止を求める運動が起こり、あるポータルサイトでは1万人以上の署名が集まったという。韓国社会で物議を醸し、さらに韓国国会でも取り上げられた。
アニメ制作サイドは、韓国のキャラクターはアニメに登場しないこと、配信はネットだけでテレビでは放送を行わないという方針を発表し、2009年の論争は沈静化した。放送中止は米国のアニメニュースサイト「ANIMENEWSNETWORK」などでも伝えられ、海外のファンの間でも話題になった。なおアニメは、日本では2010年7月にBS11でテレビ放送された（地上波ではない）。最初の論争鎮静後も韓国のマンガ・アニメファン、同人界には同作への強い批判があり、「韓国人なら『ヘタリア』を好きになってはならない」という強力なモラルになり、韓国人ファンやファンアートへのバッシングもあったが、2013年時点では反感は残っているがその勢いは失われている。

### 二次創作に関する出版社の謹告
幻冬舎は、個人が私的に楽しむ範囲の二次創作は認めるが、それに留まらない無断の商業二次創作については認めないという謹告を出している。出版社ふゅーじょんぷろだくとが2009年に、同人情報雑誌・その増刊出版物においてヘタリアのキャラクターを使用したことを受け、幻冬舎はふゅーじょんぷろだくとに該当出版物の制作・出版・発売などの停止を求める旨を発表した。2010年7月に幻冬舎から2度目の「ヘタリア」無承諾二次創作に関する謹告が出され、同月に作者サイト「キタユメ。」内アバウトの『■二次創作について』に「一般書店におく本のような商業に使用する場合の許諾申請は幻冬舎コミックスへ。」が追加された。ふゅーじょんぷろだくとはこれに対し、「幻冬舎の謹告に関して」で、パロディ作品を掲載するにあたり問題がないと考えていること、今回の名指しでの謹告は大変不本意と感じていることを発表した。

## 作品情報

### 単行本
1巻〜6巻までは幻冬舎コミックス、『World☆Stars』編はジャンプ・コミックスから発売。シリーズ累計発行部数は、幻冬舎コミックスが170万部、ジャンプ・コミックスが2021年10月時点で60万部をそれぞれ突破している。また、コミックス1巻発売時には日丸屋公式サイトにて、フランス・シーランド・ハンガリー・イギリス・ポーランドの各原作版声優がショートドラマを出して祝った。
- 幻冬舎版
  1. ヘタリア Axis Powers （2008年3月17日 ISBN 978-4-344-81275-8）
  2. ヘタリア 2 Axis Powers （2008年12月10日 ISBN 978-4-3448-1514-8 ※別に特装版が存在する。）
  3. ヘタリア 3 Axis Powers （2010年5月21日 ISBN 978-4-344-81938-2 ※別に特装版が存在する。）
  4. ヘタリア 4 Axis Powers （2011年6月30日 ISBN 978-4-344-82233-7 ※別に特装版が存在する。）
  5. ヘタリア 5 Axis Powers （2012年7月31日 ISBN 978-4-344-82563-5 ※別に特装版が存在する。）
  6. ヘタリア 6 Axis Powers （2013年10月31日 ISBN 978-4-344-82867-4 ※別に特装版が存在する。）

- 『World☆Stars』
  1. 2015年2月4日発売[47]、ISBN 978-4-08-880375-3
  2. 2015年7月3日発売[48]、ISBN 978-4-08-880440-8
  3. 2016年2月4日発売[49]、ISBN 978-4-08-880615-0
  4. 2017年6月2日発売[50]、ISBN 978-4-08-881228-1
  5. 2021年4月2日発売[51]、ISBN 978-4-08-882626-4
  6. 2022年9月2日発売[52]、ISBN 978-4-08-883090-2
  7. 2023年6月2日発売[53]、ISBN 978-4-08-883547-1
  8. 2024年3月4日発売[54]、ISBN 978-4-08-883776-5

- 『ヘタリア World☆Stars キャラクターブック ヘタリア☆Collezione』2021年11月4日発売[55]、ISBN 978-4-08-882870-1

### ゲーム

#### 原作版
原作者が作成したフリーゲーム。
『学園ヘタリア』『のと様ゲー』『ずろうの棲処』『ススメ!きたこー放送部Pure』『バルヨナボンバーズ』があり、それぞれ原作版声優が喋っていた。

##### 学園ヘタリア
通称「学ヘタ」。ヘタリア本編の時間軸を基本に、世界諸国の通学する学校「国立世界W学園」を舞台にしたパラレルワールド。LiveMakerを用いて作られたシミュレーションゲームであり、以前は体験版のみダウンロードすることができたが、本家サイトで終了されている模様。
学園の主軸は当時の国際連盟に基づいており、生徒会長にイギリス（声：杜若由布也）、副会長にフランス（声：チャオ・ササキ）を置いて展開する。プレイヤーの操作する主人公は南洋の島国「セーシェル」であり、選択肢によってヘタリアキャラクターとセーシェルの交流を深めていくことができる。ほかにも、漫画研究会のイタリア、ドイツ、日本の3人や、中国、アメリカ、ロシア、リトアニア、ハンガリー、風紀委員会のオーストリアなどが登場する。
声優は作者の依頼によるキャスティングで、ほかにも日本の発表があった。
 セーシェル
アフリカの南洋に浮かぶ島国。若干常識離れした性格。明るくへこたれない。
さまざまな国の言葉が混ざった言葉を話す。島で老人と暮らしていたが、フランスの誘いでW学園に入学する。イタリアからは「セーちゃん」と呼ばれている。
その他のクラスメイトたち
アフリカクラス、セーシェルのクラスメイト。
イギリス領のケニア、ウガンダ、ジンバブエ、ボツワナ、ガーナ。
ポルトガル領のカビンダ、ギニアビサウ、ベルギー領のコンゴ、スペイン領のサハラ、イタリア領のエチオピア。

##### のと様ゲー
作者の自主制作によるシミュレーションゲームである。シリーズ作品。金沢のとが奈良大和とともに、ターゲットに破廉恥な行為の限りを尽くす。双方とも県の擬人化をモチーフにした作品出身で、作中にはご当地ネタが盛り込まれている。ヘタリアキャラクターは5作目からハンガリー、プロイセン、スペインが、6作目からアメリカ、シーランド、スペインが登場。上記の学園ヘタリアの「W学園」に通う生徒という設定になっている。ここではヘタリアキャラクターが登場しているその2作のみを扱う。
金沢 のと（かなざわ のと）
作者の別作品『すすめ!きたこー放送部』（無印・pure）の主人公。石川県羽咋市出身。
聖モダン北工業高校の放送部エース、化学工学科。「きたこー」時では1年生であったが、本作品の時間軸では2年に進級済。
奈良 大和（なら やまと）
同じく別作品『バルヨナボンバーズ』の主人公。奈良県十津川村出身。

#### オトメイト版
2011年3月24日にオトメイトが開発したPlayStation Portable版『学園ヘタリア Portable』が発売された。ジャンルは交流アドベンチャー。2012年3月8日にはニンテンドーDS移植版『学園ヘタリアDS』が発売。携帯アプリ用のブラウザゲームに『学園ヘタリアMobile』として移植されており、2011年12月6日よりGREE、2012年1月19日よりMobage、2012年2月6日よりmixiゲームでソーシャルゲームとしてサービス提供されていたが、現在は終了している。
アニメ第1 - 4期のキャラクターデザインを採用している。一部の設定が原作の学園ヘタリアと共通だが、キャラの呼称が違うなど原作の設定と異なっているところも多い。

##### キャスト
- イタリア、ロマーノ - 浪川大輔
- ドイツ - 安元洋貴
- 日本 - 高橋広樹
- アメリカ、カナダ - 小西克幸
- イギリス - 杉山紀彰
- フランス - 小野坂昌也
- ロシア - 高戸靖広
- 中国 - 甲斐田ゆき
- オーストリア - 笹沼尭羅
- ハンガリー - 根谷美智子
- スイス - 朴路美
- リヒテンシュタイン - 釘宮理恵
- ギリシャ、プロイセン - 高坂篤志
- ローマ理事長 - 郷田ほづみ

### CD

#### ドラマCD
ドラマCDには原作者が協力した同人版（本家版）と商業版の2種類があり、ヘタリアの公式設定は原作のウェブコミックとCD、後述のトレーディングカードによって構成されている。

##### 本家版CD
『Axis powers HETALIA 〜The CD〜』
作者が諸事情でカットされている本家的要素を100%出したCD。当初は2007年中の頒布で企画されていたが、2008年9月14日に大阪で開催された同人誌即売会・ヘタリアフォーラム と通販でのみ500円で頒布された。制作は「アイリスの花言葉」が担当、脚本は作者自身が手がけている。
もともとは、枚数制限なしの頒布、もしくは無料ダウンロード形式を想定し、日丸屋もジャケット絵を描き下ろすなど用意していたが、同CDの発表と前後して商業版CDの発表があった。そのこととの関係は不明だが、描き下ろしたジャケットは使用中止になり枚数限定で有料での頒布となった。関係者は「諸般の事情」あるいは「都合により」としている。ヘタリアフォーラムの主催者も大量頒布を希望していたことをヘタリアフォーラムのサイトで告知した。
当時は「アイリスの花言葉」ウェブサイトでも大々的に原作者描き下ろしジャケット・シナリオを前面に出して宣伝していた。
声優陣は前述の学園ヘタリアにも声優として登場しているほか、コミックス1巻発売のカウントダウン企画などで声を出している。2009年の段階では追加販売する予定はなし。

##### 商業版CD
作者自身のブログによれば2007年夏から企画されていた。公式告知はコミックス1巻投げ込みチラシから。ジャケットは、基本的に日丸屋秀和描き下ろし。脚本は本人単独脚本と脚本家との共著の2種類の脚本がある。内容はおもに単行本化では削られた部分によって構成され、サイト掲載のものと描き下ろしの2種、さらに本編物とアニメを前提としたものとに大別される。キャラクターCD第1弾に収録のミニドラマについては該当節（#キャラクターCD）か、記事（ヘタリア キャラクターCD）を参照。
| 発売日         | タイトル                                                                    | 規格品番       | 備考 | 順位 |
| -------------- | --------------------------------------------------------------------------- | -------------- | --- | ---- |
| 2008年         | ヘタリア ドラマCD 〜プロローグ〜                                            | HETARE-0001    | 8月15日、フロンティアワークスよりコミックマーケットにて先行発売 8月29日、アニメイトなどの特定店舗より一般発売。発売･販売はフロンティアワークス。 | 11位 |
| 2008年10月24日 | ヘタリア ドラマCD 第一巻 〜心の底からヘタリアをマンセーする〜               | FCCC-0126      | 完全書き下ろしシナリオ「のんのか枢軸」を収録。発売･販売はフロンティアワークス。 | 7位  |
| 2008年/2009年  | ヘタリア ドラマCD 〜プロローグ2〜                                           | HETARE-0002    | 2008年12月29日、フロンティアワークスよりコミックマーケットにて先行発売。 2009年1月28日、アニメイトなどの特定店舗より一般発売。発売はフロンティアワークス、販売はメディアファクトリー。 | 11位 |
| 2009年6月3日   | ヘタリア ドラマCD vol. 2                                                    | MFCZ-3010      | ジャケットは日丸屋秀和描き下ろし。発売はフロンティアワークス、販売はメディアファクトリー。 | 9位  |
| 2009年8月26日  | ヘタリア ドラマCD インターバルVol.1「俺様CD」                               | HETARE-0003    | ジャケットは日丸屋秀和書き下ろし。プロイセンのキャラソン「俺様による俺様の為の俺様の歌」を収録。発売・販売はフロンティアワークス。 | 6位  |
| 2009年8月下旬  | ヘタリア ドラマCD ヘタリア=ファンタジア                                     | HETA/BIRZ-0001 | ジャケット、シナリオは日丸屋秀和描き下ろし。RPG風「ヘタリアファンタジア」を収録。 『月刊コミックバーズ』とコミックス第2巻の連動応募者全員サービスのスペシャルCD（非売品）。 | -    |
| 2010年12月8日  | ヘタリア ドラマCD インターバルVol.2「親分CD」                               | HETARE-0004    | ジャケット、シナリオは日丸屋秀和書き下ろし。スペインのキャラソン「La pasion no se detiene〜トマらない情熱〜」を収録。発売・販売はフロンティアワークス。アニメイト他、有名アニメショップなど限定流通。 | -    |
| 2010年12月上旬 | ヘタリア ドラマCD ヘタリア=ファンタジア2                                    | HETA-BIRZ-0002 | ジャケット、シナリオは日丸屋秀和描き下ろし。RPG風「ヘタリアファンタジア」を収録。 『月刊コミックバーズ』とコミックス第3巻の連動応募者全員サービスのスペシャルCD（非売品）。 | -    |
| 2011年10月下旬 | ヘタリア ドラマCD ヘタリア=ファンタジア3                                    | HETA-BIRZ-0003 | ジャケット、シナリオは日丸屋秀和描き下ろし。RPG風「ヘタリアファンタジア」を収録。 『月刊コミックバーズ』とコミックス第4巻の連動応募者全員サービスのスペシャルCD（非売品）。 | -    |
| 2012年7月25日  | ヘタリア ドラマCD インターバルVol.3「北欧ファイブ！」                       | HETARE-0005    | ジャケットは日丸屋秀和書き下ろし。北欧５人のキャラソン「いつもそばに…北欧ファイブ!」を収録。発売・販売はフロンティアワークス。Vol.2「親分CD」同様にアニメイト他、有名アニメショップなど限定流通。 | -    |
| 2012年12月下旬 | ドラマCD ヘタリア Axis Powers Ｗ学園物語 〜あんまり進まない！Ｗ学園新聞部〜 | HETA/BIRZ-0004 | ジャケット、シナリオは日丸屋秀和描き下ろし。 『月刊コミックバーズ』とコミックス第5巻の連動応募者全員サービスのスペシャルCD（非売品）。 | -    |
| 2013年10月31日 | ドラマCD ヘタリア Axis Powers Ｗ学園新聞部 〜体育祭編！〜                   | GCBZ-0002      | ジャケットは日丸屋秀和描き下ろし、シナリオは原案・監修日丸屋秀和。 コミックス第6巻限定版に付属のスペシャルCD（非売品）。 | -    |
| 2015年8月26日  | アニメ「ヘタリア The Beautiful World」ドラマCD -inizio-                     | MFCZ-1062      | ジャケットイラストはアニメ描き下ろし。 アニメ『ヘタリア The Beautiful World』から「それぞれの戦場」「ヘタリア戦争」「HETALIA OF THE DEAD・前編」「HETALIA OF THE DEAD・前編」のエピソードを収録。発売はフロンティアワークス、販売はメディアファクトリー。                                                                         | 68位 |
| 2015年12月25日 | アニメ「ヘタリア The World Twinkle」 ドラマCD -dann-                        | MFCZ-1065A     | ジャケットイラストはアニメ描き下ろし。 アニメ『ヘタリア The World Twinkle』から「俺様偉人伝」「アフリカ戦線その1」「アフリカ戦線その2」のエピソードを収録。発売はフロンティアワークス、販売はメディアファクトリー。 | 88位 |
| 2021年6月30日  | アニメ「ヘタリア World★Stars」キャラクターソング&ドラマ Vol.1               | MFCZ-1106      | ジャケットイラストはアニメ描き下ろし。 キャラソン「人生はファンタスティコ☆」（イタリア）、「フェストでプロースト！」（ドイツ）、「心づくしの季節便り」（日本）と、オリジナルドラマ「世界遊園地を作ろう! 前編」を収録。発売・販売はフロンティアワークス。                                                                          | 30位 |
| 2021年8月25日  | アニメ「ヘタリア World★Stars」キャラクターソング&ドラマ Vol.2               | MFCZ-1108      | ジャケットイラストはアニメ描き下ろし。 キャラソン「MILLION CALORIES PARTY」（アメリカ）、「ファンタジックワンダーランド」（イギリス）、「フルコースをご一緒に」（フランス）、「冬もプリヤートナ」（ロシア）、「パンダのすすめ」（中国）と、オリジナルドラマ「世界遊園地を作ろう! 後編」を収録。発売・販売はフロンティアワークス。 | 27位 |

#### キャラクターCD
いずれも発売はフロンティアワークス、販売はメディアファクトリー。「キャラクターCD」とタイトルにない、キャラソンとオリジナルドラマを収録している『アニメ「ヘタリア World★Stars」キャラクターソング&ドラマ』は#ドラマCDの節の#商業版CDを参照。
第一弾

キャラクター別に月に一度発行、ミニドラマとキャラソン（カラオケバージョン付）の二部構成となっており、ジャケットはすべて日丸屋秀和描き下ろし。枢軸以降は当初の発売日より変更されるものの、それぞれオリコンチャートトップ10位以内に入り、最大でフランスの「トレビアンな俺に抱かれ」が3位にノミネートされている。
第二弾

アニメ第5期『ヘタリア The Beautiful World』配信と同時期に発表され順次発売。第二弾以降はミニドラマは収録されていない。第一弾と同じくジャケットはすべて日丸屋秀和描き下ろし。
第三弾

アニメ第6期『ヘタリア The World Twinkle』配信と同時期に順次発売。これまでとは異なり1枚のCDに2名の各キャラクターソングを収録。また、主要国のほかに北欧、プロイセン、エストニア、香港が参加している。第二弾と同様にミニドラマは収録されていない。
ベスト版
Vol.1に第一弾、Vol.2に第二弾、Vol.3に第三弾のキャラクターソングが収録された。 第一弾のミニドラマは収録されていない。
| 発売日                                                       | タイトル                                                                                                  | 規格品番                         | 備考 | 順位                             |
| ヘタリア キャラクターCD(第一弾）                             | ヘタリア キャラクターCD(第一弾）                                                                          | ヘタリア キャラクターCD(第一弾） | ヘタリア キャラクターCD(第一弾）                                                                              | ヘタリア キャラクターCD(第一弾） |
| ------------------------------------------------------------ | --- | -------------------------------- | --- | -------------------------------- |
| 2009年3月25日                                                | ヘタリア キャラクターCD Vol.1 イタリア（南北イタリア兄弟合同名義）（声 - 浪川大輔）                       | MFCZ-3001                        | 「お湯をひとわかししよう♪」「おいしい☆トマトのうた」他、ミニドラマ「俺たち兄弟だよ!」を収録。                 | 20位                             |
| 2009年4月22日                                                | ヘタリア キャラクターCD Vol.2 ドイツ（声 - 安元洋貴）                                                     | MFCZ-3002                        | 「ゲルマン讃歌 〜俺はドイツ製〜」「Einsamkeit」他、ミニドラマ「ポスター作ったよ」を収録。                     | 10位                             |
| 2009年5月27日                                                | ヘタリア キャラクターCD Vol.3 日本（声 - 高橋広樹）                                                       | MFCZ-3003                        | 「恐れ入ります、すみません。」「日のいずる国 ジパング」他、ミニドラマ「イギリスと日本の妖怪文化」を収録。     | 6位                              |
| 2009年7月29日                                                | ヘタリア キャラクターCD Vol.4 イギリス（声 - 杉山紀彰）                                                   | MFCZ-3004                        | 「絶対不敗英国紳士（ジェントルマン）」「パブってGO!」他、ミニドラマ「イギリスさんが風邪をひきました」を収録。 | 6位                              |
| 2009年9月30日                                                | ヘタリア キャラクターCD Vol.5 フランス（声 - 小野坂昌也）                                                 | MFCZ-3005                        | 「トレビアンな俺に抱かれ」「立派 やっぱ パリ♪」他、ミニドラマ「イギリスと中世の髪と服」を収録。               | 3位                              |
| 2009年11月25日                                               | ヘタリア キャラクターCD Vol.6 アメリカ（声 - 小西克幸）                                                   | MFCZ-3006                        | 「W・D・C 〜World Dancing〜」「HAMBURGER STREET」他、ミニドラマ「イギリスとアメリカンちの幽霊」を収録。       | 6位                              |
| 2010年1月20日                                                | ヘタリア キャラクターCD Vol.7 ロシア（声 - 高戸靖広）                                                     | MFCZ-3007                        | 「Зима」「ペチカ 〜ココロ灯して〜」他、ミニドラマ「G8メンバーについて考えようぜ!」を収録。                    | 4位                              |
| 2010年3月24日                                                | ヘタリア キャラクターCD Vol.8 中国（声 - 甲斐田ゆき）                                                     | MFCZ-3008                        | 「你好★中国」「あいやぁ四千年。」他、ミニドラマ「アジアと西洋の祭り」を収録。                                 | 4位                              |
| ヘタリア キャラクターCD II(第二弾）                          | |                                  | |                                  |
| 2013年5月8日                                                 | ヘタリア キャラクターCD II Vol.1 イタリア（声 - 浪川大輔）                                                | MFCZ-3018                        | 「虹の向こうを見に行こう」「まぁなんとかなるぞ」を収録。                                                      | 19位                             |
| 2013年5月8日                                                 | ヘタリア キャラクターCD II Vol.2 日本（声 - 高橋広樹）                                                    | MFCZ-3019                        | 「あなたに今日も微笑みを」「夢旅路」を収録。                                                                  | 16位                             |
| 2013年5月29日                                                | ヘタリア キャラクターCD II Vol.3 ドイツ（声 - 安元洋貴）                                                  | MFCZ-3020                        | 「Vorwarts Marsch!」「Ich lieve…」を収録。                                                                    | 24位                             |
| 2013年5月29日                                                | ヘタリア キャラクターCD II Vol.4 イギリス（声 - 杉山紀彰）                                                | MFCZ-3021                        | 「My Friend」「今日を楽しもうぜ」を収録。                                                                     | 17位                             |
| 2013年7月24日                                                | ヘタリア キャラクターCD II Vol.5 フランス（声 - 小野坂昌也）                                              | MFCZ-3022                        | 「恋せよマドモアゼル」「あぁ 世界的 a la mode－アラモード－」を収録。                                         | 18位                             |
| 2013年7月24日                                                | ヘタリア キャラクターCD II Vol.6 アメリカ（声 - 小西克幸）                                                | MFCZ-3023                        | 「I'm your HERO☆」「C.B.C.(Cowboys Boot Camp) Vol.1」を収録。                                                 | 16位                             |
| 2013年9月25日                                                | ヘタリア キャラクターCD II Vol.7 ロシア（声 - 高戸靖広）                                                  | MFCZ-3024                        | 「白い炎」「ともだちっていいな...？」を収録。                                                                 | 15位                             |
| 2013年9月25日                                                | ヘタリア キャラクターCD II Vol.8 中国（声 - 甲斐田ゆき）                                                  | MFCZ-3025                        | 「美食の心 初級編」「峨嵋山に浮かぶ月」を収録。                                                               | 16位                             |
| アニメ「ヘタリア The World Twinkle」キャラクターCD (第三弾） | |                                  | |                                  |
| 2015年6月24日                                                | アニメ「ヘタリア The World Twinkle」キャラクターCD Vol.1 イタリア（浪川大輔）、日本（高橋広樹）           | MFCZ-3042                        | 「Che bello!〜俺ん家は最高だよ☆〜」「初夏の香り」を収録。                                                     | 21位                             |
| 2015年7月8日                                                 | アニメ「ヘタリア The World Twinkle」キャラクターCD Vol.2 プロイセン（髙坂篤志）、ドイツ（安元洋貴）       | MFCZ-3043                        | 「アア伝説級☆俺様街道」「揺るぎないRhythmus」を収録。                                                         | 15位                             |
| 2015年7月24日                                                | アニメ「ヘタリア The World Twinkle」キャラクターCD Vol.3 フランス（小野坂昌也）、イギリス（杉山紀彰）     | MFCZ-3044                        | 「ボンボンボン♡セボンセボン」「ブルーベルの森で」を収録。                                                     | 30位                             |
| 2015年8月5日                                                 | アニメ「ヘタリア The World Twinkle」キャラクターCD Vol.4 デンマーク（下崎紘史）、スウェーデン（酒井敬幸） | MFCZ-3045                        | 「楽しむっぺ！盛り上がっぺ！乾杯だっぺ！」「ん。」を収録。                                                    | 46位                             |
| 2015年9月25日                                                | アニメ「ヘタリア The World Twinkle」キャラクターCD Vol.5 ノルウェー（岩崎征実）、アイスランド（浅倉 歩）  | MFCZ-3046                        | 「うちは…しずか。〜トロールといっしょ〜」「来てみれば？ 〜オーロラを越えて〜」を収録。                        | 26位                             |
| 2015年10月7日                                                | アニメ「ヘタリア The World Twinkle」キャラクターCD Vol.6 フィンランド（水島大宙）、エストニア（髙坂篤志） | MFCZ-3047                        | 「モイモイサウナ♪」「僕いかがですか？」を収録。                                                               | 36位                             |
| 2015年10月28日                                               | アニメ「ヘタリア The World Twinkle」キャラクターCD Vol.7 アメリカ（小西克幸）、ロシア（高戸靖広）         | MFCZ-3048                        | 「It's Easy!!!!」「雪と夢のものがたり」を収録。                                                               | 40位                             |
| 2015年11月6日                                                | アニメ「ヘタリア The World Twinkle」キャラクターCD Vol.8 中国（甲斐田ゆき）、香港（高城元気）             | MFCZ-3049                        | 「こまけーことは 不在意☆」「開心☆ナイス街」を収録。                                                           | 31位                             |
| ベスト版                                                     | |                                  | |                                  |
| 2017年7月5日                                                 | ヘタリア キャラクターソングCD The BEST Vol.1                                                              | MFCZ-3054                        | ヘタリア キャラクターCD(第一弾）の楽曲を収録。                                                                | 63位                             |
| 2017年8月2日                                                 | ヘタリア キャラクターソングCD The BEST Vol.2                                                              | MFCZ-3055                        | ヘタリア キャラクターCD II(第二弾）の楽曲を収録。                                                             | 49位                             |
| 2017年9月6日                                                 | ヘタリア キャラクターソングCD The BEST Vol.3                                                              | MFCZ-1083                        | アニメ「ヘタリア The World Twinkle」キャラクターCD (第三弾）の楽曲を収録。                                    | 64位                             |

#### その他
「羊でおやすみシリーズ」はhoneybee発売。
ミュージカルの楽曲アルバム「always love」は、ミュージカル「ヘタリアWU」製作委員会が発売、フロンティアワークス販売。
それ以外は、いずれも発売はフロンティアワークス、販売はメディアファクトリー。
| 発売日             | タイトル                                                                  | 規格品番                         | 備考 | 順位   |
| 主題歌             | 主題歌                                                                    | 主題歌                           | 主題歌 | 主題歌 |
| ------------------ | ------------------------------------------------------------------------- | -------------------------------- | --- | ------ |
| 2009年3月25日      | まるかいて地球                                                            | MFCM-0001                        | テレビアニメ『Axis powers ヘタリア』エンディング曲とBGMを収録。 | 13位   |
| 2010年6月9日       | WA! 輪！！ ワールド音頭                                                   | MFCM-0003                        | 劇場版アニメ「銀幕ヘタリア Axis Powers Paint it, White（白くぬれ!）」主題歌とイメージソングの「Mein Gott!（俺様最高!バンドVer.）」を収録。                                                                         | 27位   |
| 2010年6月23日      | はたふってパレード                                                        | MFCM-0005                        | テレビアニメ『ヘタリア World Series』エンディング曲と劇中歌「悪魔をよびそうなイギリスのうた（アレンジVer.）」の他、BGMを収録。                                                                                     | 17位   |
| 2011年3月30日      | PSPソフト「学園ヘタリア Portable」OP＆ED                                  | MFCZ-3012                        | PSPソフト「学園ヘタリア Portable」オープニング「曲学園☆フェスタ」とエンディング曲「ゆないてっどねーしょんずすたー☆」を収録。                                                                                       | 15位   |
| 2013年2月27日      | まわる地球ロンド                                                          | MFCZ-1023                        | テレビアニメ『ヘタリア The Beautiful World』エンディング曲と劇中歌の「サンタさんにお願い♪」の他、BGMを収録。 | 42位   |
| 2015年7月24日      | ヘタリアン☆ジェット                                                       | MFCZ-1062                        | テレビアニメ『ヘタリア The World Twinkle』エンディング曲と「ミクロネーションズ☆ジェット」の他、BGMを収録。 | 69位   |
| 2021年 5月25日     | 地球まるごとハグしたいんだ                                                | MFCZ-1104                        | テレビアニメ『ヘタリア World★Stars』エンディング曲とオープニングテーマ、オリジナルミニドラマを収録。 | 23位   |
| サウンドトラック   |                                                                           |                                  | |        |
| 2009年11月25日     | アニメ「ヘタリア Axis Powers」サウンドワールド                            | MFCM-0002                        | アニメ『ヘタリア Axis Powers』のサウンドトラック。 | 28位   |
| 2010年6月9日       | 銀幕ヘタリア Axis Powers Paint it, White(白くぬれ!)サウンドワールド       | MFCM-0004                        | アニメ映画『銀幕ヘタリア Axis Powers Paint it, White(白くぬれ!)』のサウンドトラック。 | 45位   |
| 2010年11月24日     | アニメ「ヘタリア World Series」サウンドワールド                           | MFCZ-1004                        | アニメ『ヘタリア World Series』のサウンドトラック。 | 80位   |
| 2013年9月25日      | アニメ「ヘタリア The Beautiful World」 サウンドワールド                   | MFCZ-1024                        | アニメ『ヘタリア The Beautiful World』のサウンドトラック。 | 143位  |
| DJCD               |                                                                           |                                  | |        |
| 2011年10月26日     | DJCD ヘタリア WORLD WEB RADIO～ヘタリラ～                                 | MFCZ-3013                        | WEBラジオ『ヘタリアWEBラジオ 〜ヘタリラ〜』のDJCD。 | 72位   |
| 2013年9月4日       | DJCD「ヘタリラ The Beautiful World」Vol.1                                 | MFCZ-3026                        | WEBラジオ『ヘタリアWEBラジオ 〜ヘタリラThe Beautiful World〜』のDJCD。 | 141位  |
| 2013年9月4日       | DJCD「ヘタリラ The Beautiful World」Vol.2                                 | MFCZ-3027                        | WEBラジオ『ヘタリアWEBラジオ 〜ヘタリラThe Beautiful World〜』のDJCD。 | 172位  |
| 2015年10月28日     | DJCD「ヘタリラ The World Twinkle」Vol.1                                   | MFCZ-1063                        | WEBラジオ『ヘタリアWEBラジオ 〜ヘタリラ The World Twinkle〜』のDJCD。 | 222位  |
| 2015年12月25日     | DJCD「ヘタリラ The World Twinkle」Vol.2                                   | MFCZ-1064                        | WEBラジオ『ヘタリアWEBラジオ 〜ヘタリラ The World Twinkle〜』のDJCD。 | 211位  |
| honeybeeとのコラボ |                                                                           |                                  | |        |
| 2010年8月27日      | ヘタリア×羊でおやすみシリーズVol.1 シエスタでおやすみ                     | HO-0125:初回限定盤 HO-137:通常盤 | ヘタリアキャラが耳元で羊を数える。本作はイタリア（ヴェネチアーノ、ロマーノ）が担当。 | 148位  |
| 2010年8月27日      | ヘタリア×羊でおやすみシリーズVol.2 健康第一! 規則正しくおやすみ           | HO-0126:初回限定盤 HO-138:通常盤 | ヘタリアキャラが耳元で羊を数える。本作はドイツ、プロイセンが担当。 | 99位   |
| 2010年8月27日      | ヘタリア×羊でおやすみシリーズVol.3 みんなでいっしょに 子守歌でおやすみ    | HO-0127:初回限定盤 HO-139:通常盤 | ヘタリアキャラが耳元で羊を数える。本作はハンガリー、オーストリア、神聖ローマ、ちびたりあが担当。 | 225位  |
| 2010年9月24日      | ヘタリア×羊でおやすみシリーズVol.4 兎の仕事は違っても同じ月の下でおやすみ | HO-0128:初回限定盤 HO-140:通常盤 | ヘタリアキャラが耳元で羊を数える。本作は日本、中国が担当。 | 125位  |
| 2010年9月24日      | ヘタリア×羊でおやすみシリーズVol.5 ひまわり畑でおやすみ                   | HO-0129:初回限定盤 HO-141:通常盤 | ヘタリアキャラが耳元で羊を数える。本作はロシア、ベラルーシ、ウクライナが担当。 | 212位  |
| 2010年9月24日      | ヘタリア×羊でおやすみシリーズVol.6 悪友とおやすみ                         | HO-0130:初回限定盤 HO-142:通常盤 | ヘタリアキャラが耳元で羊を数える。本作はフランス、スペイン、プロイセンが担当。 | 111位  |
| 2010年10月29日     | ヘタリア×羊でおやすみシリーズVol.7 お揃いのパジャマでおやすみ             | HO-0131:初回限定盤 HO-143:通常盤 | ヘタリアキャラが耳元で羊を数える。本作はスイス、リヒテンシュタインが担当。 | 235位  |
| 2010年11月17日     | ヘタリア×羊でおやすみシリーズVol.8 ハロウィンでおやすみ                   | HO-0132:初回限定盤 HO-144:通常盤 | ヘタリアキャラが耳元で羊を数える。本作はアメリカイギリスが担当。 | 140位  |
| その他             |                                                                           |                                  | |        |
| 2012年9月26日      | アニメ「ヘタリア Axis Powers」 まるかいてベスト                           | MFCZ-3016                        | アニメのエンディング曲に各キャラごとのアレンジを加えて、DVD特典等になった楽曲のCDアルバム。 | 22位   |
| 2012年9月26日      | ヘタリア DIGITAL SINGLE THE BEST ぷらす α                                 | MFCZ-3015                        | 配信限定で発表された香港、台湾、セーシェル、カナダwithクマ二郎、ローマ爺ちゃん（ローマ帝国）のキャラクターソング5曲と、ラトビア・リトアニア・エストニアwithロシア、フランス・スペイン・プロイセンの新曲2曲を収録。 | 30位   |
| 2013年1月30日      | アニメ「ヘタリア World Series」はたふってベスト                           | MFCZ-3017                        | アニメのエンディング曲に各キャラごとのアレンジを加えて、DVD特典等になった楽曲のCDアルバム。 | 32位   |
| 2014年9月24日      | アニメ「ヘタリア The Beautiful World」まわる地球ベスト                    | MFCZ-1058                        | アニメのエンディング曲に各キャラごとのアレンジを加えて、DVD特典等になった楽曲のCDアルバム。 | 40位   |
| 2016年9月28日      | アニメ「ヘタリア The World Twinkle」ヘタリアン☆ベスト                     | MFCZ-1076                        | アニメのエンディング曲に各キャラごとのアレンジを加えて、DVD特典等になった楽曲のCDアルバム。 | 44位   |
| 2018年2月28日      | MUSICAL HETALIA THE BEST「always love」                                   | FFCS-9001                        | ミュージカル「ヘタリア」3作の全楽曲、FINAL LIVEの新曲を収録した4枚組CDアルバム。 | 14位   |

### アニメ
第1期
『ヘタリア Axis Powers（ヘタリア アクシス パワーズ）』のタイトルで、2009年1月24日よりモバイルアニメイトにて、1月26日からアニメイトTVにて配信。キッズステーションでも1月24日より放送が予定されていたが、2009年1月16日に放送中止が発表された。放送中止理由は、製作局側によると「諸般の都合」や「放送局の都合」としている。
2010年7月9日からはBS11にてテレビ初放送された。銀幕ヘタリアの宣伝コーナーが最後に放送された。2011年7月16日からはU-NEXTにて配信開始。
第2期
2009年4月16日、第2期（26話）の製作および、2009年夏以降の継続配信がアニメ公式サイトで発表され、第1期から間隔を空けることなく、毎週1話ずつ配信された。

アニメDVDは5巻が発売された直後の時点で、累計15万本以上を売り上げている。
第3期
『ヘタリア World Series（ヘタリア ワールド シリーズ）』のタイトルで、2010年3月よりアニメイトTVにて配信された。
第4期
第3期に続いて、2010年9月より配信された。
第5期
『ヘタリア The Beautiful World（ヘタリア ザ ビューティフル ワールド）』のタイトルで、2012年10月より配信中。
2012年7月に制作が発表され、配信開始日が2013年1月25日に決定した。監督、シリーズ構成、キャラクターデザインが変更となった。
第6期
『ヘタリア The World Twinkle（ヘタリア ザ ワールド ティンクル）』のタイトルで、2015年7月よりdアニメストア、ニコニコチャンネルなどで配信された。
第7期
『ヘタリア World★Stars（ヘタリア ワールドスターズ）』のタイトルで、2021年4月より放送されている。

#### 内容
イタリア・ドイツ・日本の枢軸国トリオを中心にWEBサイトに掲載してある作品を含めて5分間の間に放送する。主題歌は30秒のショートバージョン。放送化にともない、単行本と同じ理由で一部の表現が原作と異なる。8月にクリスマスネタを行うなど、連動した季節ネタは皆無。
第一期・第二期
WW1 - WW2間を扱った初期作品（第一巻収録部分）を中心に展開。ちびたりあとアメリカの倉庫掃除が長編として扱われている。
- ちびたりあ
  - イタリア戦争の話を発端とし、幼少イタリアが宗主国オーストリアの家で送る召使い生活をホノボノと描く中世紀時代編のサイドストーリー。主役はイタリアと神聖ローマ。ちびたりあは原作・単行本・アニメで結末が全て違う。

- アメリカの倉庫掃除
  - 幼少アメリカがイギリスと暮らし、独立するまでの期間を思い振り返る回想録物。主役はアメリカ、付き添いに出稼ぎ中のリトアニア。

- 日本君とアメリカ君

第三期・第四期
前期放映期間中に新たに加わったストーリーを含む未発表分を展開。以下に挙げているものが長編として扱われている。
- スペイン親分とちびロマーノ
  - イタリア戦争後、宗主国オーストリアから「あなたにこの子の兄の支配権をあげます」と幼少ロマーノの親分になったスペインと、スペインの家で子分（召使）として暮らすことになったロマーノの話。ロマーノに振り回されるスペインの話。

- 日本君とアメリカ君
- ねこたりあ
  - 副題の『もしも世界が猫だったら』の言葉通り、猫化した国々の話（人間の国は猫の飼い主として登場）。口調や一人称、アニメでの担当声優も人間の国と同じである。第六期で6巻収録の「ねこたりあ」もアニメ化された。

- イタリアから出られない
  - ひょんなことから落とし穴にはまってイタリアに捕まってしまったイギリスが脱走に悪戦苦闘する話。

- UNITED STATES of HETALIA 
  - 枢軸国の遭難ネタ。それと枢軸国を追って遭難してしまった連合国の様子を描いた「UNITED STATES of HETALIA2」の2部構成。専用のタイトルコールがあるのが特徴。

第五期
第4巻以降を中心に展開。
第六期
第5・6巻を中心に展開。
第七期
同名の『ヘタリア World☆stars』（少年ジャンプ+連載）分を原作として展開。

#### スタッフ
- 原作 - 日丸屋秀和
- 企画 - 及川武、岩崎篤史、高橋君枝、安田正樹（第1期 - 第4期） → 及川武、伊藤誠、安田正樹、伊藤嘉彦（第5期）
- 監督 - ボブ白旗（第1期 - 第4期） → わたなべひろし（第5期 - 第7期）
- シリーズ構成 - 平光琢也（第1期 - 第4期） → ふでやすかずゆき（第5期 - 第7期）
- キャラクターデザイン・総作画監督 - 河南正昭（第1期 - 第4期） → 岡真里子（第5期 - 第7期）
- 美術監督 - 高橋麻穂（スタジオちゅーりっぷ）（第1期 - 第4期） → 座間智子、長澤里美（第5期）→佐藤友理（第6期）→三宅昌和（第7期）
- 色彩設計 - もちだたけし（第1期 - 第4期） → 北爪英子（第5期）→ 桂木今里（第6期・第7期）
- 撮影監督 - 下崎昭
- 編集 - 松村正宏（第1期 - 第6期）→小池祐樹（第7期）
- 音響監督 - 平光琢也
- 音楽プロデューサー - 吉川明（第1期 - 第4期） → 岩田充裕（第5期）→ 吉川明・岩田充裕・柴田滋（第6期）
- 音楽制作 - フロンティアワークス
- 音楽 - コーニッシュ
- 効果 - 出雲範子
- 音響制作 - ダックスプロダクション（平田哲、西島浩志〈第1期 - 第4期〉→平田哲、中村光〈第5期〉→中村光〈第6期〉）
- プロデューサー - 野村美加（第1期 - 第4期） → 岡田登志男、河本紗知、吉田敦則、田島弘美（第5期）→ 南原光宏、中山卓也、森菜摘、飯島はるか、細田成樹（第6期）
- アニメーションプロデューサー - 松田桂一（第1期 - 第4期） → 浦崎宣光、和田薫（第5期）→ 浦崎宣光（第6期）
- アニメーション制作 - Studio DEEN
- 製作 - ヘタリア製作委員会（第1期 - 第4期）  → 野村美加、田中信作、金庭こず恵、知久正弘（第5期）→ ヘタリア製作委員会（第6期、参加会社 - フロンティアワークス、KADOKAWA、ムービック、幻冬舎コミックス、ドコモアニメストア）

#### 主題歌
第1期から第4期まではスタッフロールは横スクロールで表記されていた。キャラクターのクレジットはED後のキャラクターの名前も表記される。イタリアとロマーノ、アメリカとカナダと言った2役で担当したキャラクターの名前も表記されるが、中にはメインのキャラクターのみの表記で未クレジットのキャラクターもいる。
第一・第二期
「まるかいて地球」
作詞・作曲・編曲 - 紗希 / 歌 - イタリア（浪川大輔、第1話〜第26話、第28話、第29話、第31話、第33話、第35話、第37話、第39話〜第41話、第44話、第45話、第48話、第52話）/ドイツ（安元洋貴、第27話、第32話、第38話）/日本（高橋広樹、第30話、第34話、第36話、第50話）/アメリカ（小西克幸、第49話、第51話）/イギリス（杉山紀彰、第46話）/フランス（小野坂昌也、第47話）/ロシア（高戸靖広、第42話、第43話）
DVD初回特典などでさまざまなキャラクターが自分たちの国の特色や性格、好きな食べ物などを題材にして歌詞を変えて歌っている。バリエーションが増えるたび、原曲の影がなくなるほどのアレンジが加えられているのが特徴。アニメで歌うキャラクターは第26話までイタリア統一だったが、第27話でドイツのバージョンが使用され、以降はほかの主要国7人のバージョンも使用されるようになった。なお、基本的にイタリアのバージョンが使われることが多いため、中には1回しか使用されていないバージョンもある。また、第2期では中国のバージョンは使用されていない。

第三・第四期
「まるかいて地球」（第1話 - 第9話）
作詞・作曲・編曲 - 紗希 / 歌 - イタリア（浪川大輔、第1話、第4話、第8話）/日本（高橋広樹、第2話、第3話、第9話）/フランス（小野坂昌也、第7話）/ロシア（高戸靖広、第5話）/中国（甲斐田ゆき、第6話）
ドイツ、アメリカ、イギリスのバージョンは未使用となっており、また第2期で使用されなかった中国のバージョンが第6話で初めて使用された。
「はたふってパレード」（第10話〜第48話）
作詞・作曲・編曲 - 紗希 / 歌 - イタリア（浪川大輔）
第五期
「まわる地球ロンド」
作詞・作曲 - moss moss / 編曲 - 須藤祐 / 歌 - イタリア（浪川大輔）

第六期
「ヘタリアン☆ジェット」
作詞 - YUMIKO / 作曲 - moss moss / 編曲 - 須藤祐 / 歌 - イタリア（浪川大輔）
第七期
「地球まるごとハグしたいんだ」
作詞・作曲・編曲 - 本田正樹 / 歌 - イタリア（浪川大輔）

#### 劇中歌・特別挿入曲
「ドイツに捧げるイタリアのうた」
歌：イタリア（浪川大輔）
音楽CD『アニメ「ヘタリア Axis Powers」主題歌マキシCD「まるかいて地球」』に収録。第一・第二期DVDの最終テロップとして使用。原典は作中台詞より。
「この世の地獄と天国」
歌：ローマ帝国（郷田ほづみ）
第1期第18話で使用。音楽CD『アニメ「ヘタリア Axis Powers」サウンドワールド』に収録。原典は第2巻冒頭のカラー。
「ルン・ルン・ルネッサンス♪」
歌：ローマ爺ちゃん（郷田ほづみ）・ちびたりあ（金田アキ）
書籍『歌って奏でるヘタリア』特典CD収録曲。
「悪魔をよびそうなイギリスのうた」
歌：イギリス（杉山紀彰）
音楽CD『アニメ「ヘタリア World Series」主題歌 マキシシングル「はたふってパレード」』に収録。
「アイスランドより愛をこめて」
歌：アイスランド（浅倉歩）・パフィン（小野坂昌也）
DVDアニメ「銀幕ヘタリア」【ぷれみあむ版・祭】封入特典非売品ボーカルCD収録曲。
「アメとムチ」
歌：ウクライナ（増田ゆき）・ベラルーシ（高乃麗）
DVDアニメ「銀幕ヘタリア」【アニメイト限定版】封入特典非売品ボーカルCD収録曲。
「サンタさんにお願い♪」
歌：シーランド（折笠愛）
音楽CD『アニメ「ヘタリア The Beautiful World 」主題歌「 まわる地球ロンド 」』に収録。
以下正式名称はない。
「オーストリアのピアノ演奏」
第5話でのオーストリアの怒りの表現を表すときの演奏は『学園ヘタリアportable』のBGMとして収録されている。

#### 各話リスト
| 話数  | サブタイトル                                 | 脚本             | 絵コンテ       | 演出                  | 作画監督                                | 放送日         |
| 第1期 | 第1期                                        | 第1期            | 第1期          | 第1期                 | 第1期                                   | 第1期          |
| ----- | -------------------------------------------- | ---------------- | -------------- | --------------------- | --------------------------------------- | -------------- |
| 1     |                                              | -                | ボブ白旗       | 鈴木芳成              | 河南正昭                                | 2009年1月24日  |
| 2     |                                              | -                | ボブ白旗       | 鈴木芳成              | 斎藤哲人                                | 2009年1月30日  |
| 3     |                                              | -                | ボブ白旗       | 鈴木芳成              | 河南正昭                                | 2009年2月6日   |
| 4     |                                              | -                | ボブ白旗       | 鈴木芳成              | 河南正昭                                | 2009年2月13日  |
| 5     |                                              | -                | ボブ白旗       | 鈴木芳成              | 古屋敦子                                | 2009年2月20日  |
| 6     |                                              | -                | ボブ白旗       | 鈴木芳成              | 河南正昭                                | 2009年2月27日  |
| 7     |                                              | -                | ボブ白旗       | 鈴木芳成              | 河南正昭                                | 2009年3月6日   |
| 8     |                                              | -                | ボブ白旗       | 鈴木芳成              | 江森真理子                              | 2009年3月13日  |
| 9     |                                              | -                | ボブ白旗       | 鈴木芳成              | 古屋敦子                                | 2009年3月20日  |
| 10    |                                              | -                | ボブ白旗       | 鈴木芳成              | 河南正昭                                | 2009年3月27日  |
| 11    |                                              | -                | ボブ白旗       | 鈴木芳成              | 秋山由樹子                              | 2009年4月3日   |
| 12    |                                              | -                | ボブ白旗       | 鈴木芳成              | 河南正昭                                | 2009年4月10日  |
| 13    |                                              | -                | ボブ白旗       | 鈴木芳成              | 河南正昭                                | 2009年4月17日  |
| 14    |                                              | -                | ボブ白旗       | 鈴木芳成              | 古屋敦子                                | 2009年4月24日  |
| 15    |                                              | -                | ボブ白旗       | 鈴木芳成              | 河南正昭                                | 2009年5月1日   |
| 16    |                                              | -                | ボブ白旗       | 鈴木芳成              | 江森真理子                              | 2009年5月8日   |
| 17    |                                              | -                | ボブ白旗       | 鈴木芳成              | 河南正昭                                | 2009年5月15日  |
| 18    |                                              | -                | ボブ白旗       | 鈴木芳成              | 河南正昭                                | 2009年5月22日  |
| 19    |                                              | -                | ボブ白旗       | 鈴木芳成              | なかじまちゅうじ                        | 2009年5月29日  |
| 20    |                                              | -                | ボブ白旗       | 鈴木芳成              | 河南正昭                                | 2009年6月5日   |
| 21    |                                              | -                | ボブ白旗       | 鈴木芳成              | 河南正昭                                | 2009年6月12日  |
| 22    |                                              | -                | ボブ白旗       | 鈴木芳成              | なかじまちゅうじ                        | 2009年6月19日  |
| 23    |                                              | -                | ボブ白旗       | 鈴木芳成              | 河南正昭                                | 2009年6月26日  |
| 24    |                                              | -                | ボブ白旗       | 鈴木芳成              | 河南正昭                                | 2009年7月3日   |
| 25    |                                              | -                | ボブ白旗       | 鈴木芳成              | 江森真理子                              | 2009年7月10日  |
| 26    |                                              | -                | ボブ白旗       | 鈴木芳成              | 江森真理子                              | 2009年7月17日  |
| 第2期 |                                              |                  |                |                       |                                         |                |
| 27    |                                              | -                | ボブ白旗       | 鈴木芳成              | 河南正昭                                | 2009年7月24日  |
| 28    |                                              | -                | ボブ白旗       | 鈴木芳成              | なかじまちゅうじ                        | 2009年7月31日  |
| 29    |                                              | -                | ボブ白旗       | 鈴木芳成              | 杉田葉子                                | 2009年8月7日   |
| 30    |                                              | -                | ボブ白旗       | 鈴木芳成              | 河南正昭                                | 2009年8月14日  |
| 31    |                                              | -                | ボブ白旗       | 鈴木芳成              | 河南正昭                                | 2009年8月21日  |
| 32    |                                              | -                | ボブ白旗       | 鈴木芳成              | 江森真理子                              | 2009年8月28日  |
| 33    |                                              | -                | ボブ白旗       | 鈴木芳成              | なかじまちゅうじ                        | 2009年9月4日   |
| 34    |                                              | -                | ボブ白旗       | 鈴木芳成              | 中山由美                                | 2009年9月11日  |
| 35    |                                              | -                | ボブ白旗       | 鈴木芳成              | 江森真理子                              | 2009年9月18日  |
| 36    |                                              | -                | ボブ白旗       | 鈴木芳成              | 岡真里子                                | 2009年9月25日  |
| 37    |                                              | -                | ボブ白旗       | 鈴木芳成              | 河南正昭                                | 2009年10月2日  |
| 38    |                                              | -                | ボブ白旗       | 鈴木芳成              | 河南正昭                                | 2009年10月9日  |
| 39    |                                              | -                | ボブ白旗       | 鈴木芳成              | 江森真理子                              | 2009年10月16日 |
| 40    |                                              | -                | ボブ白旗       | 鈴木芳成              | 河南正昭                                | 2009年10月23日 |
| 41    |                                              | -                | ボブ白旗       | 鈴木芳成              | 河南正昭                                | 2009年10月30日 |
| 42    |                                              | -                | ボブ白旗       | 鈴木芳成              | なかじまちゅうじ                        | 2009年11月6日  |
| 43    |                                              | -                | ボブ白旗       | 鈴木芳成              | 中山由美                                | 2009年11月13日 |
| 44    |                                              | -                | ボブ白旗       | 鈴木芳成              | 河南正昭                                | 2009年11月20日 |
| 45    |                                              | -                | ボブ白旗       | 鈴木芳成              | 江森真理子                              | 2009年11月27日 |
| 46    |                                              | -                | ボブ白旗       | 鈴木芳成              | 河南正昭                                | 2009年12月4日  |
| 47    |                                              | -                | ボブ白旗       | 鈴木芳成              | なかじまちゅうじ                        | 2009年12月11日 |
| 48    |                                              | -                | ボブ白旗       | 鈴木芳成              | 江森真理子                              | 2009年12月18日 |
| 49    |                                              | -                | ボブ白旗       | 鈴木芳成              | 岡真里子                                | 2009年12月25日 |
| 50    |                                              | -                | ボブ白旗       | 鈴木芳成              | 河南正昭                                | 2010年1月8日   |
| 51    |                                              | -                | ボブ白旗       | 鈴木芳成              | 河南正昭                                | 2010年2月26日  |
| 52    |                                              | -                | ボブ白旗       | 鈴木芳成              | 河南正昭                                | 2010年3月5日   |
| 第3期 |                                              |                  |                |                       |                                         |                |
|       | おれさまにっき その2                         | -                | ボブ白旗       | 高村雄太              | 鷲田敏弥                                | [ 70 ]         |
| 1     |                                              | -                | ボブ白旗       | 高村雄太              | なかじまちゅうじ                        | 2010年3月26日  |
| 2     |                                              | -                | ボブ白旗       | 高村雄太              | 河南正昭                                | 2010年4月2日   |
| 3     |                                              | -                | ボブ白旗       | 鈴木芳成              | 高橋敦子                                | 2010年4月9日   |
| 4     |                                              | -                | ボブ白旗       | 鈴木芳成              | 鷲田敏弥                                | 2010年4月16日  |
| 5     |                                              | -                | ボブ白旗       | 鈴木芳成              | 河南正昭                                | 2010年4月23日  |
| 6     |                                              | -                | ボブ白旗       | 鈴木芳成 高村雄太     | 鷲田敏弥                                | 2010年4月30日  |
| 7     |                                              | -                | ボブ白旗       | 鈴木芳成              | なかじまちゅうじ                        | 2010年5月7日   |
| 8     |                                              | -                | ボブ白旗       | みやざわけんしち      | 江森真理子                              | 2010年5月14日  |
| 9     |                                              | -                | ボブ白旗       | みやざわけんしち      | 河南正昭                                | 2010年5月21日  |
| 10    |                                              | -                | ボブ白旗       | みやざわけんしち      | 鷲田敏弥                                | 2010年5月28日  |
| 11    |                                              | -                | ボブ白旗       | みやざわけんしち      | なかじまちゅうじ                        | 2010年6月4日   |
| 12    |                                              | -                | ボブ白旗       | みやざわけんしち      | 河南正昭                                | 2010年6月11日  |
| 13    |                                              | -                | ボブ白旗       | 鈴木芳成              | 江森真理子                              | 2010年6月18日  |
| 14    |                                              | -                | ボブ白旗       | 鈴木芳成              | 河南正昭                                | 2010年6月25日  |
| 15    |                                              | -                | ボブ白旗       | 鈴木芳成              | 河南正昭                                | 2010年7月2日   |
| 16    |                                              | -                | ボブ白旗       | 鈴木芳成              | 鷲田敏弥                                | 2010年7月9日   |
| 17    |                                              | -                | ボブ白旗       | 鈴木芳成              | なかじまちゅうじ                        | 2010年7月16日  |
| 18    |                                              | -                | ボブ白旗       | 鈴木芳成              | 河南正昭                                | 2010年7月23日  |
| 19    |                                              | -                | ボブ白旗       | 鈴木芳成              | 河南正昭                                | 2010年7月30日  |
| 20    |                                              | -                | ボブ白旗       | 鈴木芳成              | 河南正昭                                | 2010年8月6日   |
| 21    |                                              | -                | ボブ白旗       | 鈴木芳成              | 河南正昭                                | 2010年8月13日  |
| 22    |                                              | -                | ボブ白旗       | 鈴木芳成              | 河南正昭                                | 2010年8月20日  |
| 23    |                                              | -                | ボブ白旗       | 高村雄太              | 河南正昭                                | 2010年8月27日  |
| 24    |                                              | -                | ボブ白旗       | 高村雄太              | 河南正昭                                | 2010年8月27日  |
| 第4期 |                                              |                  |                |                       |                                         |                |
| 25    |                                              | -                | ボブ白旗       | 高村雄太              | 江森真理子                              | 2010年9月10日  |
| 26    |                                              | -                | ボブ白旗       | 高村雄太              | 河南正昭                                | 2010年9月17日  |
| 27    |                                              | -                | ボブ白旗       | 高村雄太              | なかじまちゅうじ                        | 2010年9月24日  |
| 28    |                                              | -                | ボブ白旗       | 鈴木芳成              | 河南正昭                                | 2010年10月1日  |
| 29    |                                              | -                | ボブ白旗       | 鈴木芳成              | 河南正昭                                | 2010年10月8日  |
| 30    |                                              | -                | ボブ白旗       | 鈴木芳成              | 河南正昭                                | 2010年10月15日 |
| 31    |                                              | -                | ボブ白旗       | 鈴木芳成              | 高橋敦子                                | 2010年10月22日 |
| 32    |                                              | -                | ボブ白旗       | 鈴木芳成              | なかじまちゅうじ                        | 2010年10月29日 |
| 33    |                                              | -                | ボブ白旗       | 高村雄太              | 河南正昭                                | 2010年11月5日  |
| 34    |                                              | -                | ボブ白旗       | 高村雄太              | 河南正昭                                | 2010年10月12日 |
| 35    |                                              | -                | ボブ白旗       | 高村雄太              | 河南正昭                                | 2010年11月19日 |
| 36    |                                              | -                | ボブ白旗       | 高村雄太              | なかじまちゅうじ                        | 2010年11月26日 |
| 37    |                                              | -                | ボブ白旗       | 高村雄太              | 河南正昭                                | 2010年12月3日  |
| 38    |                                              | -                | ボブ白旗       | 鈴木芳成              | 河南正昭                                | 2010年12月10日 |
| 39    |                                              | -                | ボブ白旗       | 鈴木芳成              | 河南正昭                                | 2010年12月17日 |
| 40    |                                              | -                | ボブ白旗       | 鈴木芳成              | 河南正昭                                | 2011年1月14日  |
| 41    |                                              | -                | ボブ白旗       | 鈴木芳成              | なかじまちゅうじ                        | 2011年1月21日  |
| 42    |                                              | -                | ボブ白旗       | 鈴木芳成              | 河南正昭                                | 2011年1月28日  |
| 43    |                                              | -                | ボブ白旗       | 高村雄太              | 江森真理子                              | 2011年2月4日   |
| 44    |                                              | -                | ボブ白旗       | 高村雄太              | なかじまちゅうじ                        | 2011年2月11日  |
| 45    |                                              | -                | ボブ白旗       | 高村雄太              | 河南正昭                                | 2011年2月18日  |
| 46    |                                              | -                | ボブ白旗       | 赤城博昭              | なかじまちゅうじ                        | 2011年2月25日  |
| 47    |                                              | -                | ボブ白旗       | 赤城博昭              | 河南正昭                                | 2011年3月4日   |
| 48    |                                              | -                | ボブ白旗       | 高村雄太              | 河南正昭                                | 2011年3月11日  |
| EX1   |                                              | -                | ボブ白旗       | 高村雄太              | 河南正昭                                | 2011年3月25日  |
| EX2   |                                              | -                | ボブ白旗       | 鈴木芳成              | 河南正昭                                | 2011年7月22日  |
| EX3   |                                              | -                | ボブ白旗       | 鈴木芳成              | 江森真理子                              | 2011年9月16日  |
| 第5期 |                                              |                  |                |                       |                                         |                |
| 1     | それぞれの戦場                               | ふでやすかずゆき | 今千秋         | 今千秋                | 中山由美                                | 2013年1月25日  |
| 2     | 学園ヘタリア 進め! 新聞部! 前半戦            | ふでやすかずゆき | 今千秋         | 今千秋                | 中山由美                                | 2013年2月1日   |
| 3     | 学園ヘタリア 進め! 新聞部! 後半戦            | ふでやすかずゆき | 今千秋         | 今千秋                | 江森真理子                              | 2013年2月8日   |
| 4     | ロシアとおともだち                           | ふでやすかずゆき | 今千秋         | 今千秋                | 亀谷響子 前澤弘美                       | 2013年2月15日  |
| 5     | 私が去ろうとも貴方は残る                     | ふでやすかずゆき | わたなべひろし | わたなべひろし        | 大和田綾乃                              | 2013年2月22日  |
| 6     | ロマーノにっき                               | 江夏由結         | 小坂知         | 小坂知                | 中島美子                                | 2013年3月1日   |
| 7     | アメリカ人と暮らしてるとよくあること         | 江夏由結         | 小坂知         | 小坂知                | 中島美子                                | 2013年3月8日   |
| 8     | ロシアさんと僕のゆるやかな喧嘩               | 江夏由結         | 小滝礼         | 久保太郎              | 手島典子                                | 2013年3月15日  |
| 9     | オランダさんち                               | 江夏由結         | 小滝礼         | 久保太郎              | 手島典子 古住千秋                       | 2013年3月22日  |
| 10    | とること!                                    | 江夏由結         | 小滝礼         | 久保太郎              | 石川智美                                | 2013年3月29日  |
| 11    | 僕たちの失敗                                 | ふでやすかずゆき | 今千秋         | 赤城博昭              | 前澤弘美                                | 2013年4月5日   |
| 12    | めりーはろうぃーん!                          | ふでやすかずゆき | 今千秋         | 吉田俊司              | 前澤弘美                                | 2013年4月12日  |
| 13    | ふぁいんでぃんぐ・サンタ                     | ふでやすかずゆき | 今千秋         | 吉田俊司              | 桜井正明                                | 2013年4月19日  |
| 14    | 兄弟よ! 俺達は...!!                          | 江夏由結         | サトウ光敏     | サトウ光敏            | 江森真理子                              | 2013年5月10日  |
| 15    | A bientot! また会いましょう                  | 江夏由結         | サトウ光敏     | わたなべひろし        | 川崎愛香                                | 2013年5月17日  |
| 16    | イタリアの忘れ物                             | 江夏由結         | サトウ光敏     | サトウ光敏            | 青野厚司                                | 2013年5月24日  |
| 17    | HETALIA OF THE DEAD 前編                     | 江夏由結         | 小俣真一       | サトウ光敏            | 武本大介                                | 2013年5月31日  |
| 18    | HETALIA OF THE DEAD 後編                     | 江夏由結         | 小俣真一       | サトウ光敏            | 古住千秋                                | 2013年6月7日   |
| 19    | もっともっと!! 進めシーランド!               | ふでやすかずゆき | 小滝礼         | 持田尚樹              | 中山由美                                | 2013年6月14日  |
| 20    | 一周年だよ! 三国同盟                         | 江夏由結         | 小滝礼         | 吉田俊司              | 中本尚                                  | 2013年6月21日  |
| EX1   | ヴァレンティーノ/前編                        | ふでやすかずゆき | 今千秋         | 赤城博昭              | 岡真理子 中本尚                         | [ 注 18 ]      |
| EX2   | ヴァレンティーノ/後編                        | ふでやすかずゆき | 今千秋         | 赤城博昭              | 岡真理子 中本尚                         | [ 注 18 ]      |
| EX3   | 百年ごとの贈り物                             | ふでやすかずゆき | 小滝礼         | 吉田俊司              | 岡真理子 青野厚司                       | [ 注 18 ]      |
| EX4   | リヒテンシュタインとハリネズミ国家           | ふでやすかずゆき | 江夏由結       | 吉田俊司              | 岡真理子 青野厚司                       | [ 注 18 ]      |
| EX5   | 僕がヒロインに囲まれ過ぎて世(ry              | 小坂知           | 江夏由結       | わたなべひろし 小坂知 | 岡真理子 青野厚司 小坂知                | [ 注 18 ]      |
| 第6期 |                                              |                  |                |                       |                                         |                |
| 1     | ねこたりあまたたび                           | ふでやすかずゆき | 名村英敏       | 牧野友映              | 江森真理子                              | 2015年7月3日   |
| 2     | ミリメシを食べよう!                          | ふでやすかずゆき | 牧野友映       | 牧野友映              | 簾畑由実                                | 2015年7月10日  |
| 3     | Meeting of the Nordic                        | 江夏由結         | 名村英敏       | 牧野友映              | 簾畑由実                                | 2015年7月17日  |
| 4     | 北欧ファイブ＋α                              | 江夏由結         | 名村英敏       | 牧野友映              | 度会リュウジ                            | 2015年7月24日  |
| 5     | 俺様偉人伝                                   | ふでやすかずゆき | 名村英敏       | 牧野友映              | 簾畑由実                                | 2015年7月31日  |
| 6     | アフリカ戦線!その1                           | 江夏由結         | あべたつや     | 前屋俊宏              | 鈴木伸一                                | 2015年8月7日   |
| 7     | アフリカ戦線!その2                           | 江夏由結         | あべたつや     | 前屋俊宏              | 鈴木伸一                                | 2015年8月14日  |
| 8     | 北欧アラカルト                               | 江夏由結         | あべたつや     | 前屋俊宏              | 鈴木伸一                                | 2015年8月21日  |
| 9     | 国の玉手箱やぁ!前編                          | ふでやすかずゆき | あべたつや     | 前屋俊宏              | 鈴木伸一                                | 2015年8月28日  |
| 10    | 国の玉手箱やぁ!後編                          | ふでやすかずゆき | 中山敦史       | 中山敦史              | 度会リュウジ                            | 2015年9月4日   |
| 11    | Davie                                        | 江夏由結         | わたなべひろし | わたなべひろし        | 江森真理子                              | 2015年9月11日  |
| 12    | 自由・平等・博愛 そして…                     | ふでやすかずゆき | 牧野友映       | 牧野友映              | 度会リュウジ                            | 2015年9月18日  |
| 13    | ロシアと一緒                                 | ふでやすかずゆき | 中山敦史       | 中山敦史              | 度会リュウジ                            | 2015年9月25日  |
| 14    | カナダさんとお隣さん                         | 江夏由結         | 牧野友映       | 牧野友映              | 度会リュウジ                            | 2015年10月2日  |
| 15    | その昔、 ちびちゃんは                        | 江夏由結         | 牧野友映       | 牧野友映              | 佐藤このみ                              | 2015年10月9日  |
| Ex1   | ドイツ、同居する                             |                  |                |                       |                                         | [ 注 19 ]      |
| Ex2   | オランダさんと鎖国ニッポン                   |                  |                |                       |                                         | [ 注 19 ]      |
| Ex3   | 北欧の覇者と東欧の王者                       |                  |                |                       |                                         | [ 注 19 ]      |
| Ex4   | サプライズ・ハロウィーン！                   | ふでやすかずゆき | 藤原良二       | 久保太郎              | 岡真理子 簾畑由実 森本浩文 度会リュウジ | [ 注 19 ]      |
| 第7期 |                                              |                  |                |                       |                                         |                |
| 1     | 変なヤツら・前編                             | ふでやすかずゆき | わたなべひろし | わたなべひろし        | 森本浩文                                | 2021年4月1日   |
| 2     | 変なヤツら・後編                             | ふでやすかずゆき | わたなべひろし | わたなべひろし        | 森本浩文                                | 2021年4月8日   |
| 3     | チェコとスロバキア・前編                     | ふでやすかずゆき | わたなべひろし | わたなべひろし        | 森本浩文                                | 2021年4月15日  |
| 4     | チェコとスロバキア・後編                     | ふでやすかずゆき | わたなべひろし | わたなべひろし        | 森本浩文                                | 2021年4月22日  |
| 5     | 産業革命編１                                 | ふでやすかずゆき | わたなべひろし | わたなべひろし        | 森本浩文                                | 2021年4月29日  |
| 6     | 産業革命編２                                 | ふでやすかずゆき | わたなべひろし | わたなべひろし        | 森本浩文                                | 2021年5月6日   |
| 7     | 産業革命編３                                 | ふでやすかずゆき | わたなべひろし | わたなべひろし        | 森本浩文                                | 2021年5月13日  |
| 8     | 産業革命編４                                 | ふでやすかずゆき | わたなべひろし | わたなべひろし        | 森本浩文                                | 2021年5月20日  |
| 9     | 産業革命編５                                 | ふでやすかずゆき | わたなべひろし | わたなべひろし        | 森本浩文                                | 2021年5月27日  |
| 10    | 産業革命編６                                 | ふでやすかずゆき | わたなべひろし | わたなべひろし        | 森本浩文                                | 2021年6月3日   |
| 11    | スパ争いとSPAIN'Sキッチン                    | ふでやすかずゆき | わたなべひろし | わたなべひろし        | 森本浩文                                | 2021年6月10日  |
| 12    | 元気にな～れ！                               | ふでやすかずゆき | わたなべひろし | わたなべひろし        | 森本浩文                                | 2021年6月17日  |
| 13    | ベルギーとルクセンブルクとオランダと“あの”犬 | ふでやすかずゆき | 藤原良二       | わたなべひろし        | 森本浩文                                | [ 注 20 ]      |
| 14    | クリスマスを祝うよ！                         | ふでやすかずゆき | 藤原良二       | わたなべひろし        | 森本浩文 鷲田敏弥 熊谷香代子            | [ 注 20 ]      |
| 15    | 新年を祝うよ！                               | ふでやすかずゆき | 藤原良二       | わたなべひろし        | 森本浩文                                | [ 注 20 ]      |

#### 放送局
| 放送地域 | 放送局 | 放送期間                                                           | 放送日時                              | 放送系列         | 備考                                              |
| 第1期    | 第1期 | 第1期                                                              | 第1期                                 | 第1期            | 第1期                                             |
| -------- | --- | ------------------------------------------------------------------ | ------------------------------------- | ---------------- | ------------------------------------------------- |
| 日本全域 | モバイルアニメイト | 2009年1月23日 - 7月17日                                            | 金曜 16:00 更新                       | ネット配信       | [ 注 21 ]                                         |
| 日本全域 | アニメイトTV | 2009年1月26日 - 7月20日                                            | 月曜 16:00 更新                       | ネット配信       |                                                   |
| 日本全域 | BS11 | 2010年7月9日 - 8月6日                                              | 金曜 23:30 - 24:00                    | BS放送           | ANIME+枠 5話連続放送                              |
| 日本全域 | AT-X | 2013年4月1日 - 4月29日 2013年5月6日                                | 月曜 20:00 - 20:30 月曜 20:00 - 20:05 | アニメ専門CS放送 | 6話連続放送 リピート放送あり                      |
| 第2期    | |                                                                    |                                       |                  |                                                   |
| 日本全域 | モバイルアニメイト | 2009年7月24日 - 2010年3月5日                                       | 金曜 16:00 更新                       | ネット配信       |                                                   |
| 日本全域 | アニメイトTV | 2009年7月27日 - 2010年3月8日                                       | 月曜 16:00 更新                       | ネット配信       |                                                   |
| 日本全域 | BS11 | 2011年3月4日 - 4月1日 2011年4月3日                                 | 金曜 24:00 - 24:30 日曜 20:00 - 20:30 | BS放送           | ANIME+枠 5話連続放送                              |
| 日本全域 | AT-X | 2013年5月6日 2013年5月13日 - 6月10日                               | 月曜 20:05 - 20:30 月曜 20:00 - 20:30 | アニメ専門CS放送 | リピート放送あり                                  |
| 第3期    | |                                                                    |                                       |                  |                                                   |
| 日本全域 | モバイルアニメイト | 2010年3月26日 - 8月27日                                            | 金曜 16:00 更新                       | ネット配信       |                                                   |
| 日本全域 | アニメイトTV | 2010年3月29日 - 8月30日                                            | 月曜 16:00 更新                       | ネット配信       |                                                   |
| 日本全域 | AT-X | 2013年6月17日 - 7月8日 2013年7月15日                               | 月曜 20:00 - 20:30 月曜 20:00 - 20:20 | アニメ専門CS放送 | リピート放送あり                                  |
| 第4期    | |                                                                    |                                       |                  |                                                   |
| 日本全域 | モバイルアニメイト | 2010年9月10日 - 2011年3月11日 2011年3月25日・7月22日・9月16日      | 金曜 16:00 更新                       | ネット配信       | エクストラエピソード                              |
| 日本全域 | アニメイトTV | 2010年9月13日 - 2011年3月14日 2011年3月28日 2011年7月22日・9月16日 | 月曜 16:00 更新 金曜 16:00 更新       | ネット配信       | エクストラエピソードI エクストラエピソードII・III |
| 日本全域 | AT-X | 2013年7月15日 2013年7月22日 - 8月26日                              | 月曜 20:20 - 20:30 月曜 20:00 - 20:30 | アニメ専門CS放送 | リピート放送あり                                  |
| 第5期    | |                                                                    |                                       |                  |                                                   |
| 日本全域 | アニメイトTV | 2013年1月25日 - 6月21日                                            | 金曜 16:00 更新                       | ネット配信       |                                                   |
| 日本全域 | モバイルアニメイト | 2013年1月25日 - 6月21日                                            | 金曜 16:00 更新                       | ネット配信       |                                                   |
| 日本全域 | ニコニコチャンネル | 2013年1月28日 - 6月24日                                            | 月曜 21:00 更新                       | ネット配信       |                                                   |
| 日本全域 | AT-X | 2013年9月2日 - 9月23日                                             | 月曜 20:00 - 20:30                    | アニメ専門CS放送 | リピート放送あり                                  |
| 第6期    | |                                                                    |                                       |                  |                                                   |
| 日本全域 | dアニメストア | 2015年7月3日 -                                                     | 金曜 12:00 更新                       | ネット配信       |                                                   |
| 日本全域 | ニコニコチャンネル | 2015年7月9日 -                                                     | 木曜 21:00 更新                       | ネット配信       |                                                   |
| 日本全域 | auアニメパス | 2015年7月24日 -                                                    | 金曜 12:00 更新                       | ネット配信       |                                                   |
| 日本全域 | GYAO! | 2015年7月24日 -                                                    | 金曜 12:00 更新                       | ネット配信       |                                                   |
| 第7期    | |                                                                    |                                       |                  |                                                   |
| 日本全域 | DMM.com dアニメストア dTV FOD GYAO! GYAOストア HAPPY!動画 J:COMオンデマンド music.jp TELASA Hulu Rakuten TV U-NEXT アニメ放題 ニコニコ動画 バンダイチャンネル ひかりTV ビデオマーケット みるプラス | 2021年4月1日 -                                                     | 木曜 0:00 更新                        | ネット配信       |                                                   |
| 日本全域 | TSUTAYA TV | 2021年4月1日 -                                                     | 木曜 19:00 更新                       | ネット配信       |                                                   |
| 日本全域 | ABEMA | 2021年4月5日 -                                                     | 月曜 2:55 更新                        | ネット配信       |                                                   |
| 日本全域 | AT-X | 2021年4月8日 - 6月24日                                             | 木曜 22:10 - 22:17                    | アニメ専門CS放送 | リピート放送あり                                  |
| 日本全域 | ムービーフルPlus | 2021年6月17日 -                                                    | 木曜 0:00 更新                        | ネット配信       |                                                   |

### 映画
『銀幕ヘタリア Axis Powers Paint it, White（白くぬれ!）』は、2010年6月5日公開のアニメ映画。全国10スクリーンでロードショー。上映時間1時間20分。小規模公開ながらぴあ初日満足度ランキング（ぴあ映画生活調べ）では満足度87.8と好評で第5位を記録している。
スタッフ
- 監督・絵コンテ - ボブ白旗
- 脚本・音響監督 - 平光琢也
- キャラクターデザイン・総作画監督 - 河南正昭
- 演出 - ボブ白旗、鈴木芳成
- 作画監督 - 江森真理子、秋山由樹子、河南正昭
- 美術監督 - 高橋麻穂
- 色彩設計 - もちだたけし
- 撮影監督 - 下崎昭
- 編集 - 松村正宏
- 音楽 - コーニッシュ
- プロデューサー - 野村美加、高橋和也、岡田昭彦
- アニメーションプロデューサー - 松田桂一
- アニメーション制作 - スタジオディーン
- 配給 - フロンティアワークス/ムービック
- 製作 - 銀幕ヘタリア製作委員会（フロンティアワークス、メディアファクトリー、幻冬舎コミックス、ムービック）

キャスト
- イタリア、ロマーノ - 浪川大輔
- ドイツ - 安元洋貴
- 日本、キューバ - 高橋広樹
- アメリカ、カナダ - 小西克幸
- イギリス - 杉山紀彰
- フランス - 小野坂昌也
- ロシア - 高戸靖広
- 中国 - 甲斐田ゆき
- オーストリア - 笹沼尭羅
- リトアニア - 武内健
- ハンガリー - 根谷美智子
- スイス - 朴路美
- リヒテンシュタイン - 釘宮理恵
- エストニア、プロイセン、ギリシャ - 高坂篤志
- スペイン - 井上剛
- ポーランド、ラトビア - たなかこころ
- ウクライナ - 増田ゆき
- ベラルーシ - 高乃麗
- ちびたりあ - 金田アキ
- ローマ帝国 - 郷田ほづみ
- 神聖ローマ - 金野潤
- フィンランド - 水島大宙
- アイスランド - 浅倉歩
- クマ二郎 - 岩村愛子
- シーランド、トニー - 折笠愛
- ジャニス - 水谷優子
- ピクト姫 - 川澄綾子

主題歌
劇場版主題歌「WA! 輪!! ワールド音頭」
歌 - ワールド8（イタリア（浪川大輔）、ドイツ（安元洋貴）、日本（高橋広樹）、アメリカ（小西克幸）、イギリス（杉山紀彰）、フランス（小野坂昌也）、ロシア（高戸靖広）、中国（甲斐田ゆき））
劇場版イメージソング「Mein Gott!」バンドアレンジバージョン
歌 - プロイセン（高坂篤志）

### Webラジオ
第1期
アニメイトTVにて、『ヘタリアWEBラジオ 〜ヘタリラ〜』のタイトルで2009年4月20日から不定期配信。パーソナリティは毎回変わる。
第2期
アニメイトTVにて、『ヘタリアWEBラジオ 〜ヘタリラThe Beautiful World〜』のタイトルで2013年2月15日から6月21日まで隔週配信された。
第3期
アニメイトTV、音泉、HiBiKi Radio Stationにて、『ヘタリアWEBラジオ 〜ヘタリラ The World Twinkle〜』のタイトルで2015年7月3日から10月9日まで隔週金曜日に配信された。

#### パーソナリティ
第1期
- 第0回（2009年4月20日） - 金田アキ（ちびたりあ役）、金野潤（神聖ローマ帝国役）
- 第1回 イタリア編(1)（2009年4月27日） - 浪川大輔（イタリア役）、杉山紀彰（イギリス役）※2009年3月の公開録音
- 第2回 イギリス編(1)（2009年5月1日） - 杉山紀彰、浪川大輔 ※2009年3月の公開録音
- 第3回 日本編(1)（2009年5月11日） - 高橋広樹（日本役）、武内健（リトアニア役）
- 第4回 リトアニア編(1)（2009年5月21日） - 武内健、高橋広樹
- 第5回 フランス編(1)（2009年5月28日） - 小野坂昌也（フランス役）、甲斐田ゆき（中国役）
- 第6回 中国編(1)（2009年6月16日） - 甲斐田ゆき、小野坂昌也
- 第7回 ドイツ編(1)（2009年6月30日） - 安元洋貴（ドイツ役）、笹沼尭羅（オーストリア役）
- 第8回 オーストリア編(1)（2009年7月30日） - 笹沼尭羅、安元洋貴
- 第9回 ロシア編(1)（2009年8月27日） - 高戸靖広（ロシア役）、折笠愛（シーランド役）
- 第10回 シーランド編(1)（2009年9月18日） - 折笠愛、高戸靖広
- 第11回 イギリス編(2)（2009年10月14日） - 杉山紀彰、安元洋貴
- 第12回 ドイツ編 (2)（2009年11月6日） - 安元洋貴、杉山紀彰
- 第13回 フィンランド編(1)（2009年12月28日） - 水島大宙（フィンランド役）、小野坂昌也
- 第14回 フランス編(2)（2010年1月29日） - 小野坂昌也、水島大宙
- 第15回 プロイセン編(1)（2010年5月28日） - 高坂篤志（プロイセン役）、笹沼尭羅
- 第16回 オーストリア編(2)（2010年7月29日） - 笹沼尭羅、高坂篤志
- 第17回 スペイン編(1)（2010年9月10日） - 井上剛（スペイン役）、高橋広樹
- 第18回 日本編(2)（2010年11月2日） - 高橋広樹、井上剛

第2期
- 第1回 日本編(1)（2013年2月15日） - 高橋広樹、甲斐田ゆき
- 第2回 中国編(1)（2013年3月1日） - 甲斐田ゆき、高橋広樹
- 第3回 イギリス編(1)（2013年3月15日） - 杉山紀彰、高戸靖広
- 第4回 ロシア編(1)（2013年3月29日） - 高戸靖広、杉山紀彰
- 第5回 スペイン編(1)（2013年4月12日） - 井上剛、髙坂篤志
- 第6回 プロイセン編(1)（2013年4月26日） - 髙坂篤志、井上剛
- 第7回 フランス編(1)（2013年5月10日） - 小野坂昌也、小西克幸（アメリカ役）
- 第8回 アメリカ編(1)（2013年5月24日） - 小西克幸、小野坂昌也
- 第9回 ドイツ編(1)（2013年6月7日） - 安元洋貴、浪川大輔
- 第10回 イタリア編(1)（2013年6月21日） - 浪川大輔、安元洋貴

第3期
- 第1回 イタリア編(1)（2015年7月3日） - 浪川大輔、高橋広樹
- 第2回 日本編(1)（2015年7月17日） - 高橋広樹、浪川大輔
- 第3回 ロシア編(1)（2015年7月31日） - 高戸靖広、甲斐田ゆき
- 第4回 中国編(1)（2015年8月14日） - 甲斐田ゆき、高戸靖広
- 第5回 スペイン編(1)（2015年8月28日） - 井上剛、笹沼尭羅
- 第6回 オーストリア編(1)（2015年9月11日） - 笹沼尭羅、井上剛
- 第7回 フランス編(1)（2015年9月25日） - 小野坂昌也、安元洋貴
- 第8回 ドイツ編(1)（2015年10月9日） - 安元洋貴、小野坂昌也

#### コーナー
今週の格言
リスナーから送られた世界各国の格言、名言、ことわざ、ジョークなどを紹介する。
世界のパソコンから
いわゆるふつおた。原作・アニメの感想、各国（パーソナリティ）へのメッセージなどを紹介する。
世界の歩き方
リスナーの海外旅行、海外生活の思い出や、世界の豆知識などを紹介する。
ヘタリア万博（第2期より放送時間延長のため増設）
各国独特の食べ物やおもちゃなどを紹介。

## ミュージカル
2015年7月30日、Twitterの公式アニメアカウントより重大発表としてミュージカル化が決定。
2017年7月15日、NWの大阪公演初日にはミュージカル「ヘタリア」の卒業が発表。
2017年8月2日、大千秋楽のカーテンコールには幕張メッセのイベントホールにてFINAL LIVE（2018年3月）の決定が発表された。
2020年12月20日、新作公演決定の情報が発表された。

### 公演リスト
ミュージカル「ヘタリア〜Singin’in the World〜」（SW）
2015年12月24日 - 29日、Zeppブルーシアター六本木
ミュージカル「ヘタリア〜The Great World〜」（GW）
2016年11月10日 - 20日、シアター1010
2016年11月25日 - 27日、森ノ宮ピロティーホール
ミュージカル「ヘタリア〜in the new world〜」（NW）
2017年7月15日 - 17日、NHK大阪ホール
2017年7月21日 - 8月2日、シアター1010
ミュージカル「ヘタリア」FINAL LIVE 〜A World in the Universe〜（WU）
2018年3月17日 - 18日、幕張メッセイベントホール
2018年3月21日、大阪フェスティバルホール
ミュージカル「ヘタリア〜The world is wonderful〜」（WW）
2021年12月16日 - 19日、COOL JAPAN PARK OSAKA WWホール
2021年12月23日 - 31日、品川プリンスホテル ステラボール
ミュージカル「ヘタリア〜The Fantastic World～」（FW）
2023年4月7日 - 10日、東大阪市文化創造館　Dream House 大ホール
2023年4月15日 - 23日、日本青年館ホール
ミュージカル「ヘタリア〜The glorious world〜」（GLW）
2024年8月9日 - 12日 京都劇場
2024年8月17日 - 19日 森ノ宮ピロティホール
2024年8月24日 - 9月8日 日本青年館ホール
ミュージカル「ヘタリア～A tender world～」（TW）
2025年6月9日 - 26日 日本青年館ホール
2025年7月3日 - 6日 COOL JAPAN PARK OSAKA WWホール
2025年7月18日 - 19日 けんしん郡山文化センター（郡山市民文化センター） 大ホール

### キャスト
（）内は出演した弾。
全シリーズ出演したキャストは（）なし。
- イタリア - 長江崚行
- ドイツ - 近江陽一郎（SW）、上田悠介（GW、NW、WU、FW、GLW）
- 日本 - 植田圭輔（SW、GW、NW、WU、WW、FW）
- アメリカ - 磯貝龍虎
- イギリス - 廣瀬大介
- フランス - 寿里
- ロシア - 山沖勇輝（SW、GW、NW、WU、WW、GLW）
- 中国 - 杉江大志（SW、GW、NW、WU、WW、FW）
- オーストリア - 菊池卓也(ROU)（SW、NW、WU、WW）
- スペイン - 山田ジェームス武（GW、WU、WW、FW）
- プロイセン - 高本学（NW、WU、WW、FW、GLW）
- ロマーノ - 樋口裕太（WW、GLW）
- オランダ - 磯野亨（FW、GLW）
- フィンランド - 棟方翔也（TW）
- スウェーデン - 塚本凌生（TW）
- デンマーク - 松井健太（TW）
- ノルウェー - 新納直（TW）
- アイスランド - 前田優輝（TW）

オーストリア役の菊池卓也はNW以降はアーティスト名「ROU」で参加している。
スペイン役の山田ジェームズ武はWUでは幕張公演のみ映像出演である。

### アンサンブル
〜Singin’in the World〜
仲田祥司、池田謙信、原野正章、今田竜人、三原大樹、帯金遼太、山本哲平、岡本笙
〜The Great World〜
池田謙信、今田竜人、帯金遼太、山本哲平、山田諒、喜多野章太郎、茶谷健太、大澤信児、田村公典、徳留達也
〜in the new world〜
仲田祥司、帯金遼太、町田尚規、山内涼平、山田諒、茶谷健太、新開理雄、一之瀬達也、山口渓、橋本佳貴
〜A World in the Universe〜
浅山順大、五十嵐胤人、伊藤翔、岡本笙、帯金遼太、河野健太、木本雄、佐藤優次、竹井弘樹、多田滉、成田凌、徳留達也、町田尚規、三宅柊大、村上雅貴、吉田邑樹
〜The world is wonderful〜
仲田祥司、松永健太郎、町田尚規、伊東征哉、松崎友洸、平澤佑樹
〜The Fantastic World〜
仲田祥司、町田尚規、伊東征哉、山口渓、松崎友洸、安久真修、丸山武蔵、船橋拓幹
〜The glorious world〜
仲田祥司、町田尚規、伊東征哉、松崎友洸、安久真修、丸山武蔵、大嶌幸太、南舘優雄斗
～A tender world～
帯金遼太、多田滉、竹井弘樹、春口凌芽、Chion、清水天琴、杉山湧哉、高橋晴輝、沼田来蕗、平井颯太

### スタッフ
- 主催 - ミュージカル「ヘタリア」製作委員会（フロンティアワークス、ポリゴンマジック、セガ・ライブクリエイション、KADOKAWA）
- 企画製作 - フロンティアワークス（WUからは4cu（フロンティアワークス）表記。WWからプロデュースとしても記載）
- 制作
  - ポリゴンマジック（WWまで担当。WUでは制作協力表記）
  - 株式会社FAB（FWから担当）
- 脚本 - なるせゆうせい
- 演出 - 吉谷光太郎
- 音楽
  - tak（FWまで担当）
  - 宮里豊（GLWから担当）
- 振り付け - MAMORU
- 歌唱指導 - 水野里香（WWからTWまで表記）
- 舞台衣装デザイン - 新朋子(COMO)（WWからTWまで表記）
- 衣装製作 - COMO（WWからTWまで表記）
- ヘアメイク - earch（WWからGLWまで表記。FWからは西村裕司（earch）の表記）
- カメラマン - 金山フヒト（WWからFWまで表記。GLWからは金山フヒト（Xallarap）の表記）
- 宣伝美術 - Mujina:art（WWでの表記。FWからは羽尾万里子（Mujina:art）の表記）
- LIVE制作 - バンダイナムコ ライブクリエイティブ（WU）